# Roman, România
Roman este un municipiu în județul Neamț, Moldova, România. Este situat în partea centrală a podișului Moldovei, în județul Neamț, la confluența râurilor Siret și Moldova. Dacă la recensământul din anul 1992, orașul avea o populație de 80.328 de locuitori, în anul 2011 aceasta a coborât până la 50.713, importantul spor negativ datorându-se migrației interne și celei externe.

## Așezare
Orașul este situat în centrul regiunii istorice Moldova, în depresiunea Romanului, la nord de confluența râului Moldova cu Siretul și se află la o distanță de 82 de kilometri de Iași, fosta capitală a Moldovei. Orașul este străbătut de șoseaua națională DN2 (parte a drumului european E85 care leagă orașul lituanian Klaipeda de nordul Greciei, respectiv orașul Alexandroupolis), care îl leagă spre nord de Suceava și spre sud de Bacău, Focșani, Buzău și București. La Roman, acest drum se intersectează cu șoseaua națională DN15D care îl leagă spre vest de Piatra Neamț și spre est de Vaslui. Tot din DN2, la Roman mai pornesc șoselele județene DJ207B, care îl leagă spre nord de Cordun și Săbăoani (unde se termină tot în DN2); DJ201A, care duce spre nord-est la Tămășeni și mai departe în județul Iași la Răchiteni (unde se termină în DN28); și DJ207A, care duce spre est la Sagna,  Bâra, Boghicea și mai departe în județul Iași la Sinești și Popești.
Gara Roman este stație a magistralei feroviare 500 care leagă Bucureștiul de frontiera Ucraina, Vicșani. Istoric, gara din Roman a fost construită pentru a deservi căile ferate București–Galați–Roman și Suceava-Roman. Din magistrala 500, la Roman se ramifică magistrala secundară Roman–Buhăiești.

## Demografie
Componența etnică a municipiului Roman
     Români (81,05%)
     Romi (2,18%)
     Alte etnii (0,36%)
     Necunoscută (16,4%)
Componența confesională a municipiului Roman
     Ortodocși (69,15%)
     Romano-catolici (11,52%)
     Alte religii (1,58%)
     Necunoscută (17,75%)
Conform recensământului efectuat în 2021, populația municipiului Roman se ridică la 48.644 de locuitori, în scădere față de recensământul anterior din 2011, când fuseseră înregistrați 50.713 locuitori. Majoritatea locuitorilor sunt români (81,05%), cu o minoritate de romi (2,18%), iar pentru 16,4% nu se cunoaște apartenența etnică. Din punct de vedere confesional, majoritatea locuitorilor sunt ortodocși (69,15%), cu o minoritate de romano-catolici (11,52%), iar pentru 17,75% nu se cunoaște apartenența confesională.
020.00040.00060.00080.000100.00019121948196619922011populațiePopulația istorică din Roman
Date: Recensăminte sau birourile de statistică - grafică realizată de Wikipedia

## Istoric
Primele mențiuni le găsim în Letopisețul Novgorodului, datat în jurul anului 1387 și în Cronica lui Nestor. Primul document intern este un hrisov de danie din 30 martie 1392. Se apreciază că numele orașului a fost preluat de la Roman I Mușat, considerat întemeietorul orașului. Romanul a fost de-a lungul istoriei sale unul din cele mai importante centre urbane ale Moldovei, fiind un oraș cosmopolit datorită prezenței mai multor grupuri etnice, cuprinzând, pe langă comunitatea româneasca, comunități importante de armeni, evrei și o importantă comunitate catolică.
Roman I i-a eliberat pe evrei de serviciul militar în schimbul unui impozit.
Distrus în mare parte în 1467, în timpul campaniei lui Matei Corvin în Moldova, a fost refăcut de Ștefan cel Mare.

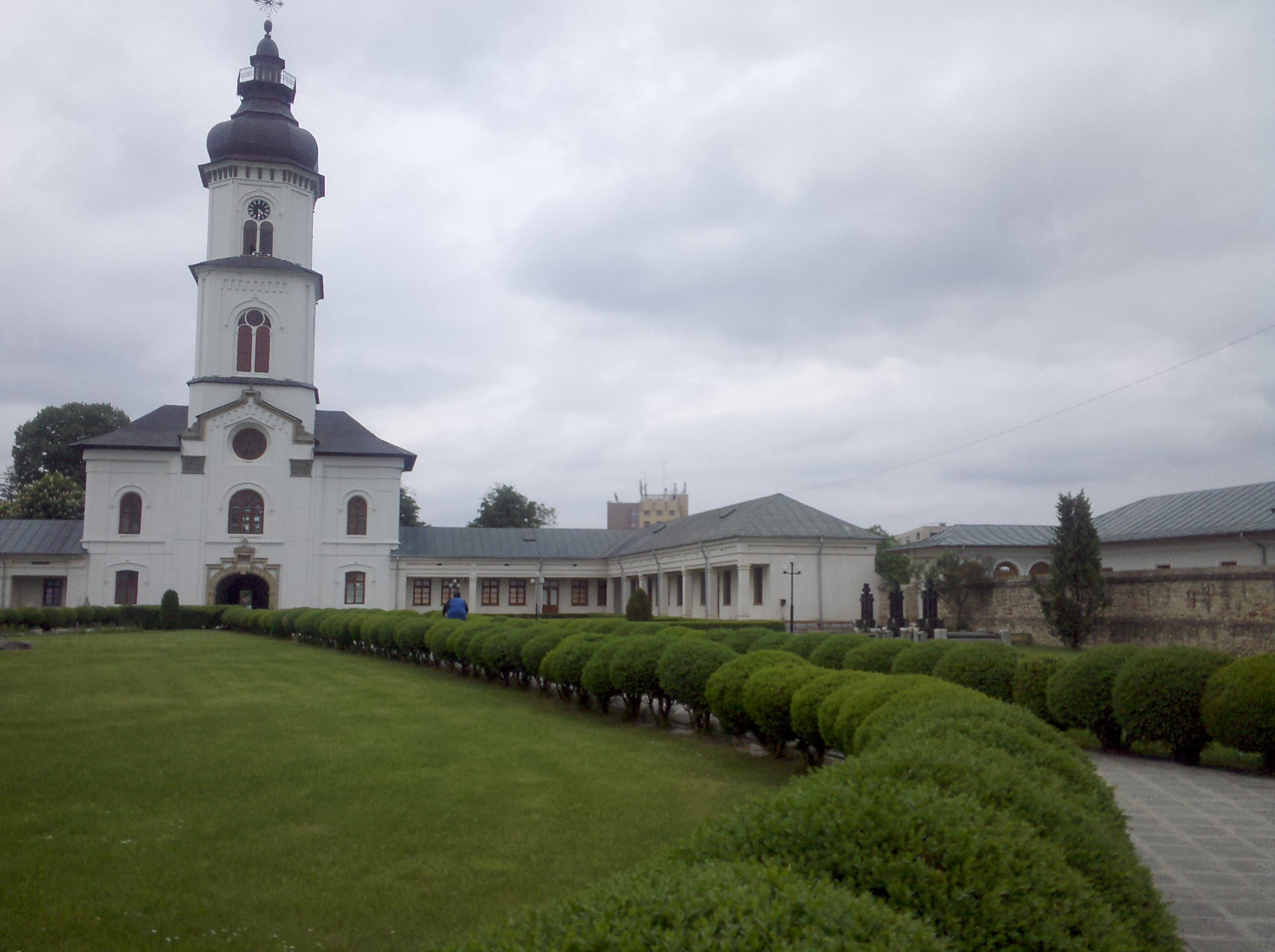
Curtea interioară a Episcopiei ortodoxe a Romanului

Importanța Romanului medieval este arătată de prezența în oraș a unei arhiepiscopii, care a avut și rol de mitropolie a Romanului și a Țării de Jos a Moldovei. Neavând documente certe care să ateste cu precizie data întemeierii arhiepiscopiei, istoricii consideră că aceasta a fost cel mai probabil înființată în perioada 1408 - 1413, în timpul domniei lui Alexandru cel Bun, cel care este considerat organizatorul ierarhiei bisericești din Moldova. 
Dimitrie Cantemir menționa în "Descrierea Moldovei" că "dupa ce s-au înmulțit locuitorii din Moldova, lucrul acesta a ajuns prea greu ca să poată să-l împlinească un om singur, pentru înlesnirea mitropolitului s-au mai făcut în Moldova încă alte trei scaune arhierești, unul la Roman, altul la Rădauți și al treilea la Huși; dar numele de episcop s-a dat numai vlădicilor de la Rădauți și de la Huși. Cel de la Roman a fost numit arhiepiscop și i s-a îngăduit să poarte la slujba bisericească mitra arhierească, dar el nu este mai mare peste ceilalți episcopi, nu are decât întâietate".
Orașul Roman a fost reședința ținutului Roman și a fost reședința Țării de Jos a Moldovei. La sfârșitul secolului al XIX-lea, Romanul era comună urbană, reședință a județului Roman și avea 14019 locuitori ce trăiau în circa 2500 de case. În oraș existau un seminar cu 4 clase, un gimnaziu, o școală profesională de băieți și una de fete, trei școli primare de băieți și două de fete, plus câte o școală de băieți și una de fete a comunității armenești; șase biserici ortodoxe, o capelă ortodoxă, una catolică, o biserică armenească (datând din 1809) și un spital. La acea vreme, pe teritoriul actual al municipiului, funcționa și comuna Carol I, al cărui sat de reședință formează astăzi cartierul Nicolae Bălcescu. Anuarul Socec din 1925 consemnează orașul în continuare ca reședință a aceluiași județ și având 18300 de locuitori.
În 1950, Romanul a căpătat statut de oraș regional și a devenit reședință a raionului Roman din regiunea Bacău (între 1952-1956, din Regiunea Iași). Reforma administrativă a lui Nicolae Ceaușescu din 1968 nu a reînființat județul Roman, orașul primind statut de municipiu și trecând la județul Neamț.

## Administrație
Municipiul Roman este administrat de un primar și un consiliu local compus din 21 consilieri. Primarul, Laurențiu Leoreanu, de la Partidul Național Liberal, este în funcție din 1 noiembrie 2024. Începând cu alegerile locale din 2024, consiliul local are următoarea componență pe partide politice:
|  | Partid                          | Consilieri | Componența Consiliului | Componența Consiliului | Componența Consiliului | Componența Consiliului | Componența Consiliului | Componența Consiliului | Componența Consiliului | Componența Consiliului |
|  | ------------------------------- | ---------- | ---------------------- | ---------------------- | ---------------------- | ---------------------- | ---------------------- | ---------------------- | ---------------------- | ---------------------- |
|  | Partidul Social Democrat        | 8          |                        |                        |                        |                        |                        |                        |                        |                        |
|  | Partidul Național Liberal       | 8          |                        |                        |                        |                        |                        |                        |                        |                        |
|  | Uniunea Salvați România         | 2          |                        |                        |                        |                        |                        |                        |                        |                        |
|  | Alianța pentru Unirea Românilor | 2          |                        |                        |                        |                        |                        |                        |                        |                        |
|  | Partidul S.O.S. România         | 1          |                        |                        |                        |                        |                        |                        |                        |                        |

Primăria Roman funcționează într-o clădire construită în anii 1935-1937, în Piața Roman-Vodă, nr. 1.
Relații de colaborare și înfrățire

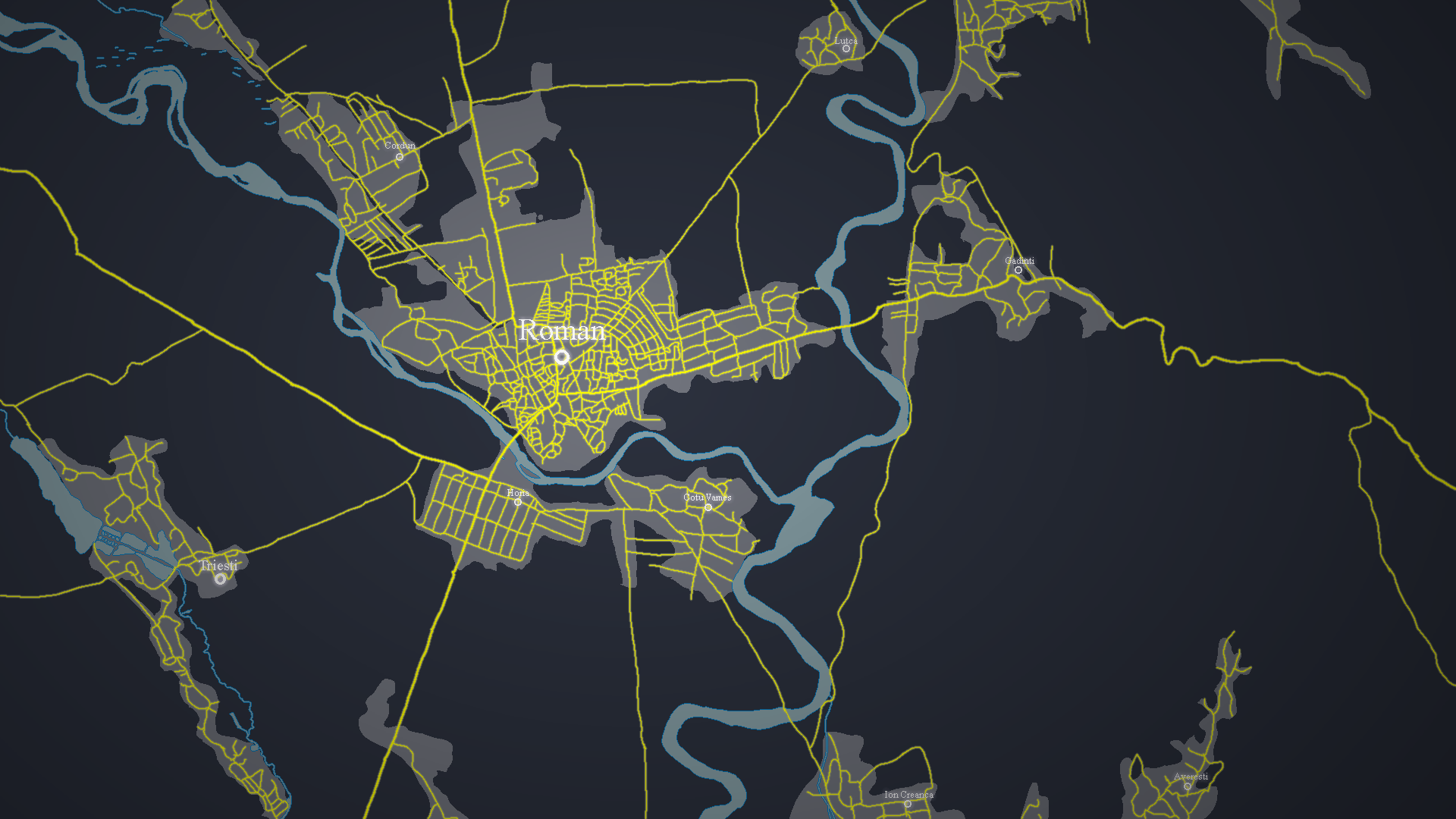
Harta Roman

- Harta RomanOrașul Cortona - Italia, din 4 octombrie 2009
- Orașul Tielt - Belgia, din februarie 2010
- Orașul Grugliasco - Italia, din 21 mai 2010
- Orașul Gedera - Israel, din 17 mai 2011.
- Orașul Edineț - Republica Moldova, din 17 mai 2011
- Orașul Kameaneț Podilskîi - Ucraina, din 25 noiembrie 2011
- Orașul Dilijan - Armenia, din 17 mai 2012
- Orașul Ștefan Vodă - Republica Moldova, din 17 mai 2013

## Economie
Până în 1990, cele mai importante întreprinderi din Roman erau Întreprinderea de Țevi Roman (înființată în anul 1957), Întreprinderea Mecanică Roman (fostul arsenal al armatei) și Întreprinderea de Fire și Fibre Poliamidice Roman (înființată în anul 1979, construită pe locul fostului aerodrom Roman) .
După 1990, Întreprinderea de Țevi Roman a devenit PETROTUB S.A. (în prezent ArcelorMittal Roman), Întreprinderea Mecanică Roman s-a divizat în Umaro S.A. și FONTAX S.A. (ulterior desființată), Întreprinderea de Fire și Fibre Poliamidice a devenit POLIROM S.A. și este în lichidare.

## Educație

### Grădinițe

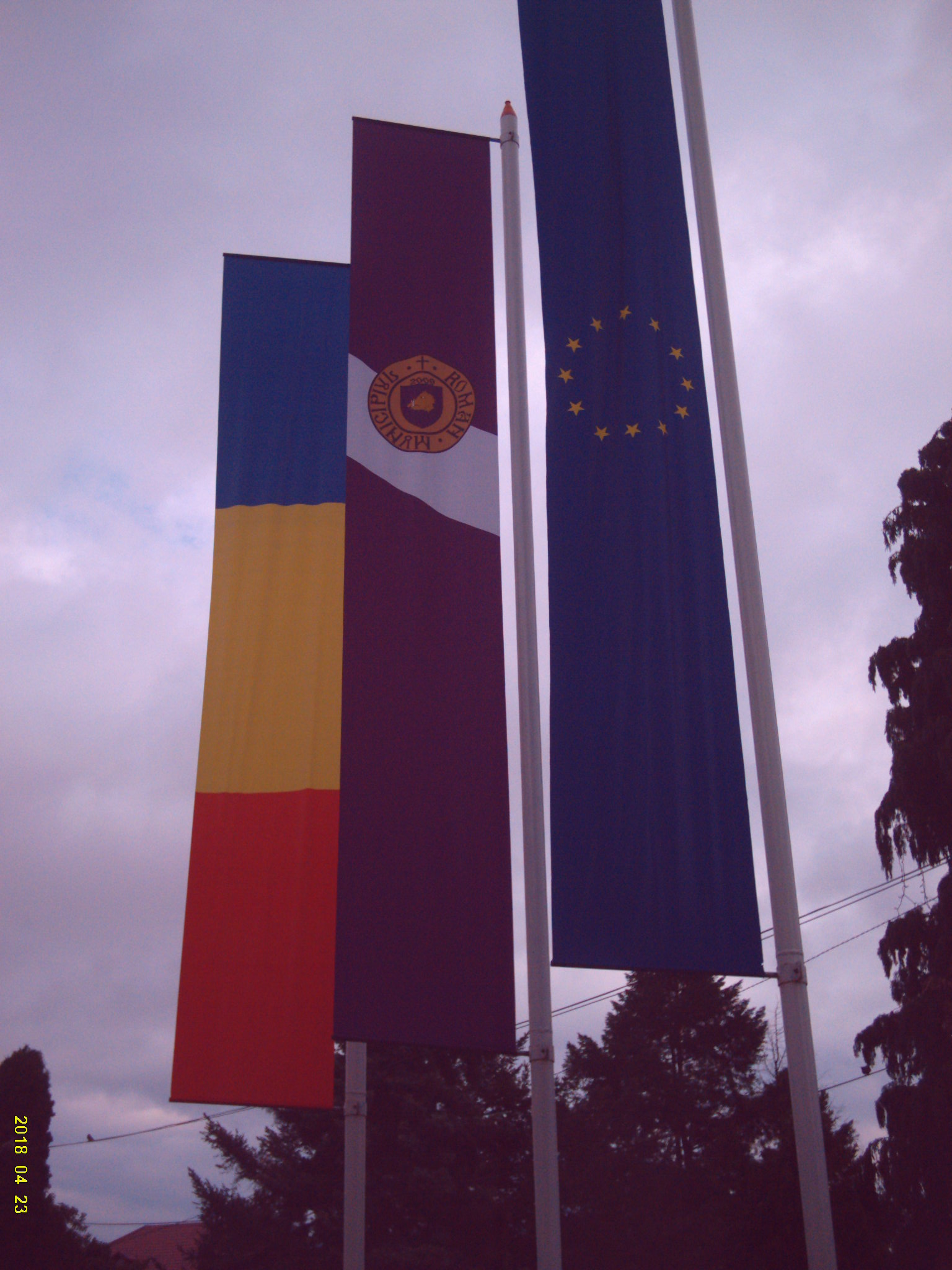
Steagul orașului Roman încadrat de cel român și cel al Uniunii Europene

- 1916 – Se înființează grădinița nr. 1 "Episcop Melchisedec"; din 1939 este renumerotată cu numărul 2
- 1919 – Societatea Ortodoxă Română a Femeilor înființează a doua grădiniță pe strada Dobrogeanu Gherea
- 1920 – Se înființează a treia grădiniță (actuala nr. 5), de către comunitatea evreiască. În următorii 20 de ani s-au mai înființat doar două astfel de instituții.

### Învățământ primar
- 1747 - Domnitorul Grigore II Ghica înființează o școală de slavonă și română pe lângă Episcopia Roman
- 1832 - Ia ființă Școala primară de băieți nr. 1 "Grigore Al. Ghica Voievod"
- 1861 - Ia ființă Școala primară de băieți nr. 2 "Vasile Alecsandri" (actuala Școală nr. 1)
- 1859 - 1868 - Se înființează Școala primară de băieți nr. 3 și două școli de fete
- 1879 - Se înființează Școala particulară evreiască prin silința lui D. Lustgarten
- 1893 - Se înființează Școala evreiască de stat
- 1919 - Se înființează Școala normală "Ion Creangă"
- 1921 - S-a înființat Școala primară de băieți nr. 4 (actuala Școala nr. 3) cu local propriu din 1925
- 1925 - S-a înființat Școala primară nr. 3 de fete, în același local cu Școala nr. 4

S-au mai înființat de asemenea un "pension" de băieți, două pensioane de fete și o școală armenească.

### Învățământ mediu și liceal

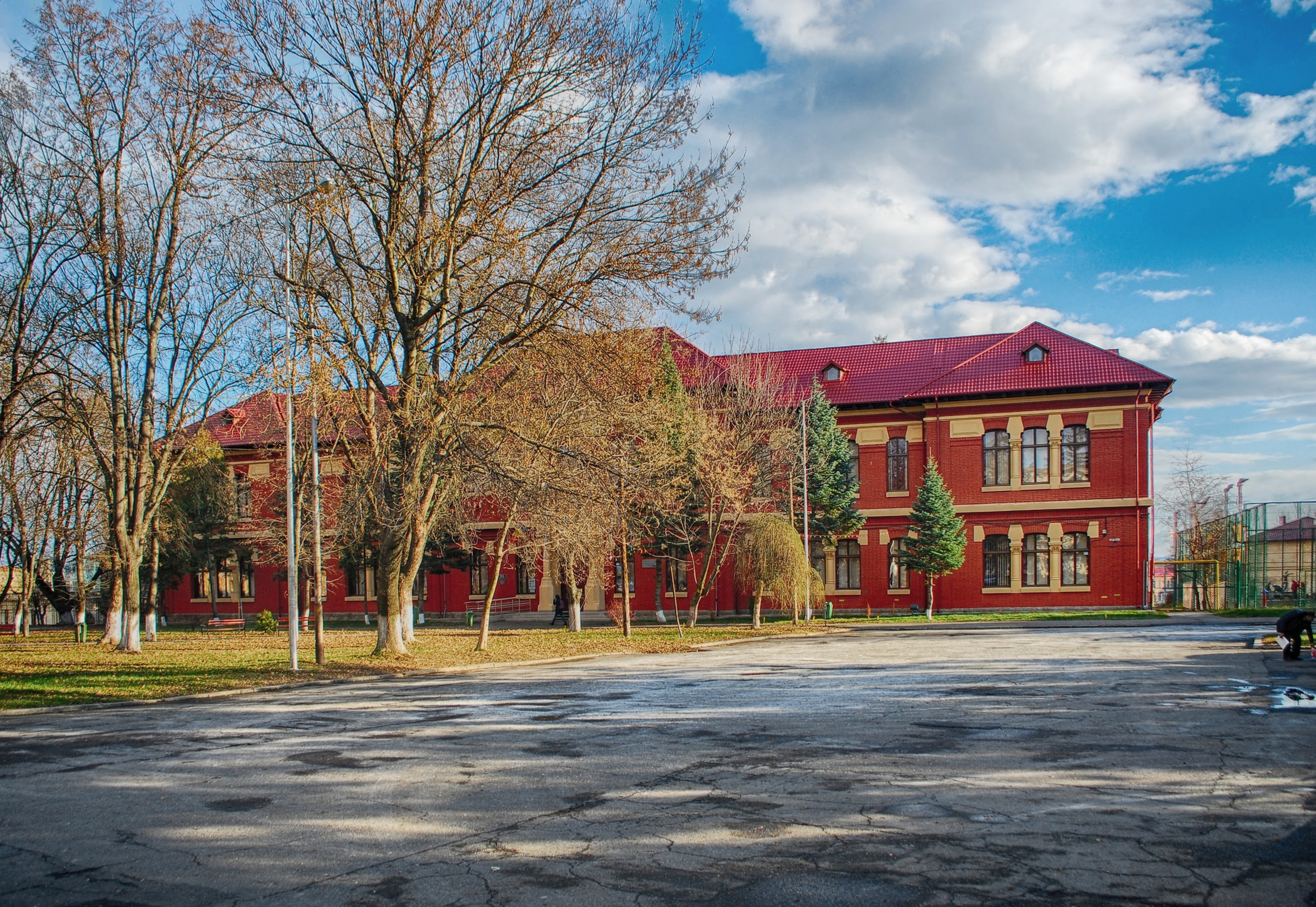
Colegiul „Roman Vodă”

- 1858 – Se înființează Seminarul epiarhial. În 1892 începe contrucția unei clădiri proprii, finalizată în 1897. Își reîncepe activitatea ca seminar teologic din 1990.
- 1872 – Se înființează Gimnaziul "Roman Vodă". Școala se mută în actuala clădire în care funționează abia în 1899.
- 1880 – A luat ființă Școala de meserii, una din cele mai vechi școli profesionale din Moldova.
- 1921-1923 – Se construiește liceul de fete "Sturza Cantacuzino", printr-o donație făcută statului de către prințesa Maria Sturza, fiica prințului Ion Ghica, și de către fiica acesteia, prințesa Ecaterina Cantacuzino.
- 1925 – Se deschide Gimnaziul comercial de băieți, devenit ulterior liceu.
- 1929 – Se deschide Școala profesională de ucenici de pe lângă Arsenalul Armatei.
- Colegiul național Roman Vodă
- Grupul școlar Industrial Construcții de Mașini
- Grupul școlar "Vasile Sav"
- Grupul școlar Industrial Materiale de Construcții
- Colegiul Tehnic "Danubiana"
- Colegiul Tehnic "Miron Costin"
- Grup școlar Agricol "Ion Ionescu de la Brad"
- Școala de muzică Sergiu Celibidache
- 2009 - La 30 septembrie Colegiul National "Roman-Voda" a împlinit 137 de ani de la inaugurare.

## Asistența medico-sanitară

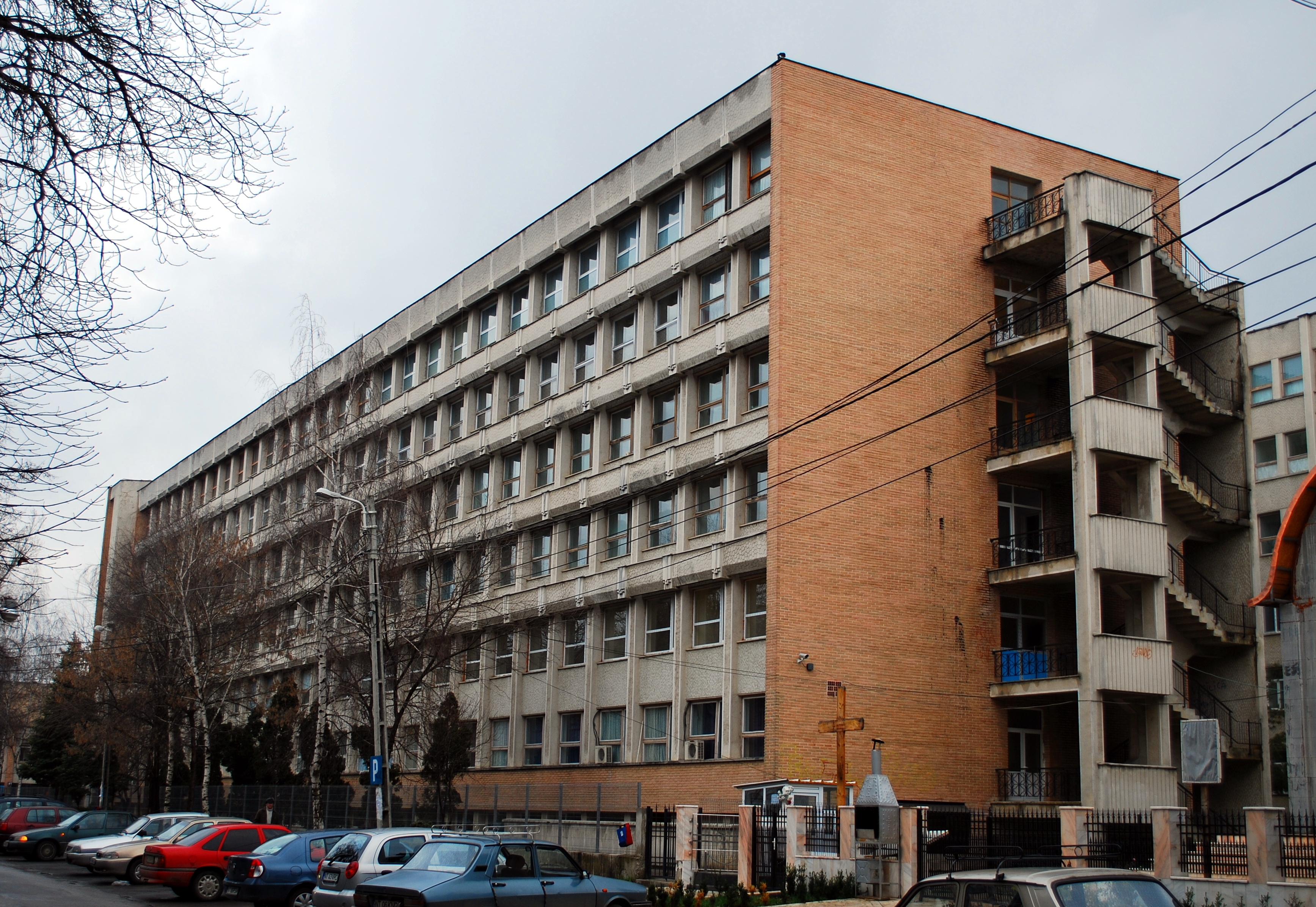
Spitalul Municipal de Urgențe din Roman în anul 2008

În secolul al XVII-lea, pe lângă mănăstirea „Sfinții Voievozi” s-a organiat o bolniță.
- 1753 – A luat ființă a doua bolniță pe lângă Mănăstirea Precista
- 1754 – Comunitatea evreiască își amenajează propria bolniță
- 1797 – Vartolomei Putneanul a construit primul local pentru un spital beneficiind de sprijinul material al episcopului Veniamin Costachi
- 1884 – Se inaugurează spitalul "Precista Mare" dotată cu inventar și mobilier nou; construcția a durat peste 12 ani.
- 1893 – Se contruiește în vecinătatea orașului spitalul pentru bolnavii de pelagră
- 1884 – Divizia a VII-a înființează un spital militar
- 1990 – Se inaugurează noua clădire a spitalului de pe strada Tineretului, dotat cu laboratoare și peste 700 de paturi
- 2012 -- Se încep lucrările de reabilitare exterioare ale Spitalului

Se mai construiește o policlinică stomatologică, un leagăn pentru copii, cinci dispensare urbane, un spital de boli contagioase.

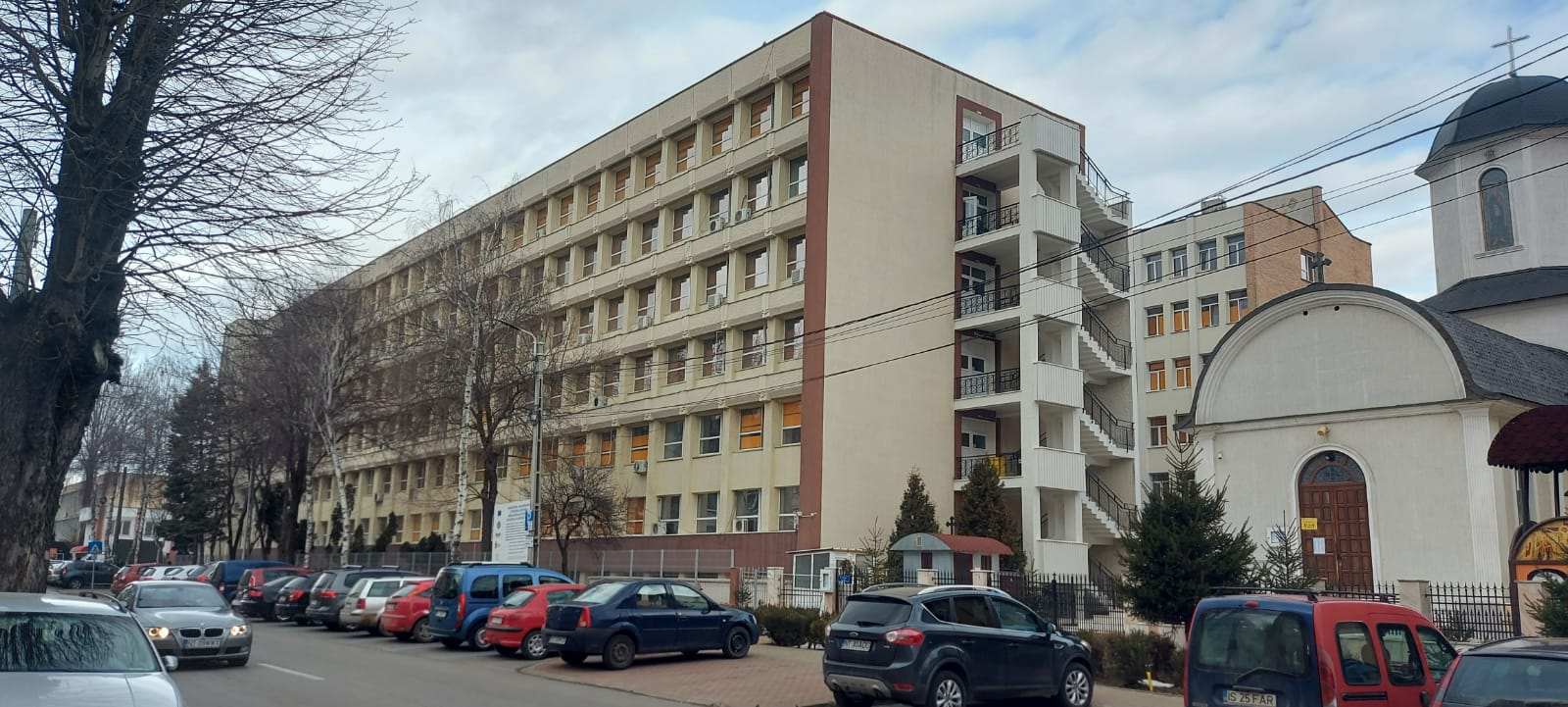
Spitalul Municipal de Urgențe din Roman în anul 2022

Rețeaua de asistență medicală este susținută și de o rețea de farmacii. De asemenea, asociația "Precista Mare" oferă servicii medicale și asistență la domiciliu.

## Cultură

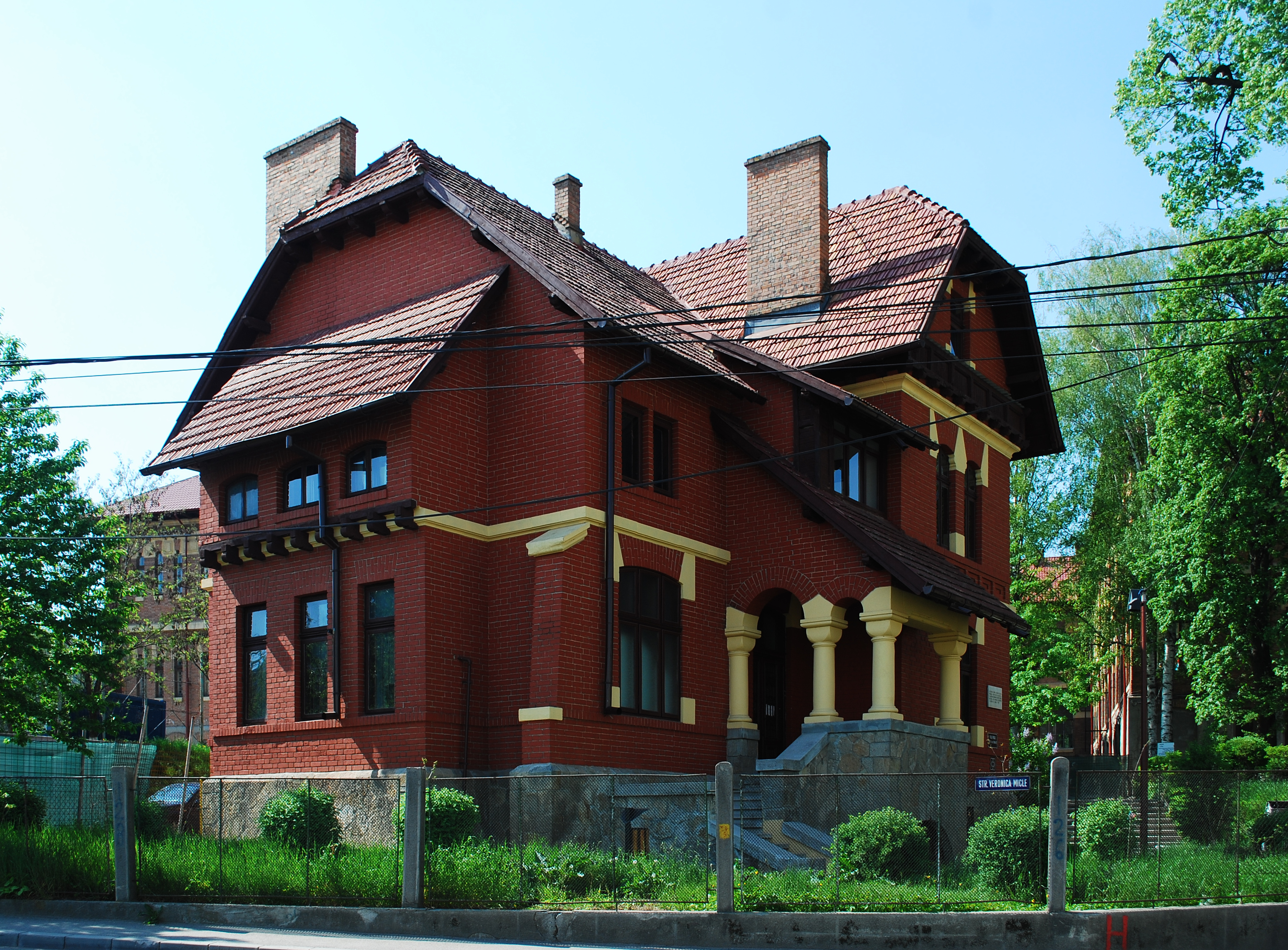
Vila Liceului, numită și Vila "Calistrat Hogaș"

De importanță culturală sunt Muzeul de Istorie, Muzeul de Artă, Muzeul de Știinte Naturale. În plin centru al orașului se află, deși în paragină, casa dirijorului Sergiu Celibidache, cunoscută și cu numele de Casa vornicului Done. La câțiva kilometri de oraș se află vestitul Han al Ancuței, vizitat de scriitorul Mihail Sadoveanu, reconstruit în aceleași locuri după ce a fost odată mistuit de flăcări.
Monumente istorice
- Lista monumentelor istorice din Roman

## Biserici

### Catedrala arhiepiscopală

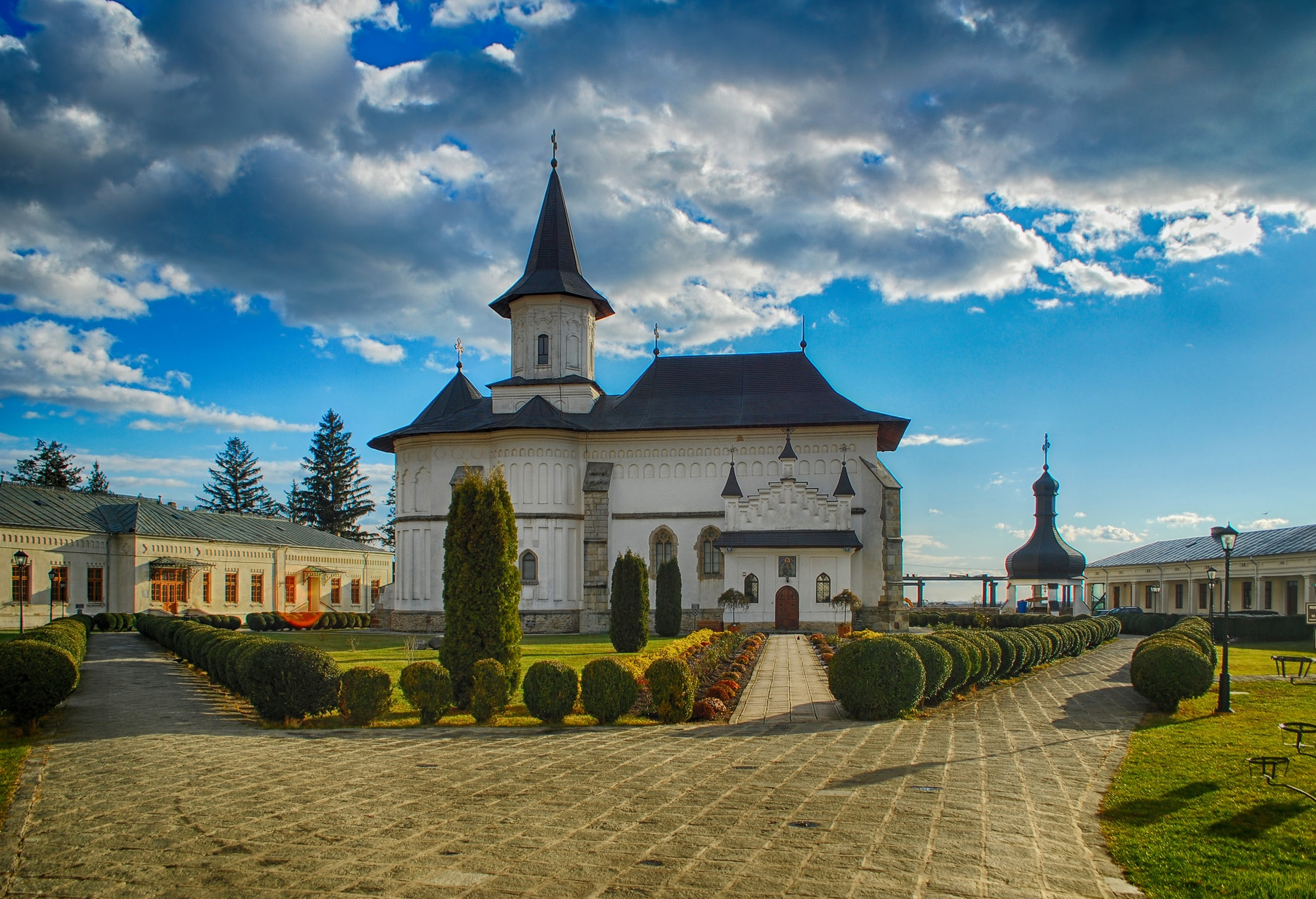
Catedrala arhiepiscopală ortodoxă din Roman

Catedrala arhiepiscopala a Romanului a fost construita de catre domnitorul Petru Rareș pe locul vechii catedrale mitroplitane care data din secolul al XIV-lea. Lucrările la actuala catedrală arhiepiscopală au durat timp de 8 ani, încheindu-se în 1550 prin grija soției lui Petru Rareș, Elena Doamna și a fiilor săi Iliaș, Ștefan și Constantin, după cum rezultă din textul inscripției originare, în care numele fiului cel mare (Iliaș) a fost șters ulterior, în urma trecerii sale la islam. 
În perioada 1990 – 2005 s-au efectuat lucrări de restaurare a picturilor și clopotniței și s-a refacut acoperișul conform stilului tradițional moldovenesc.

### Biserica "Precista Mare"

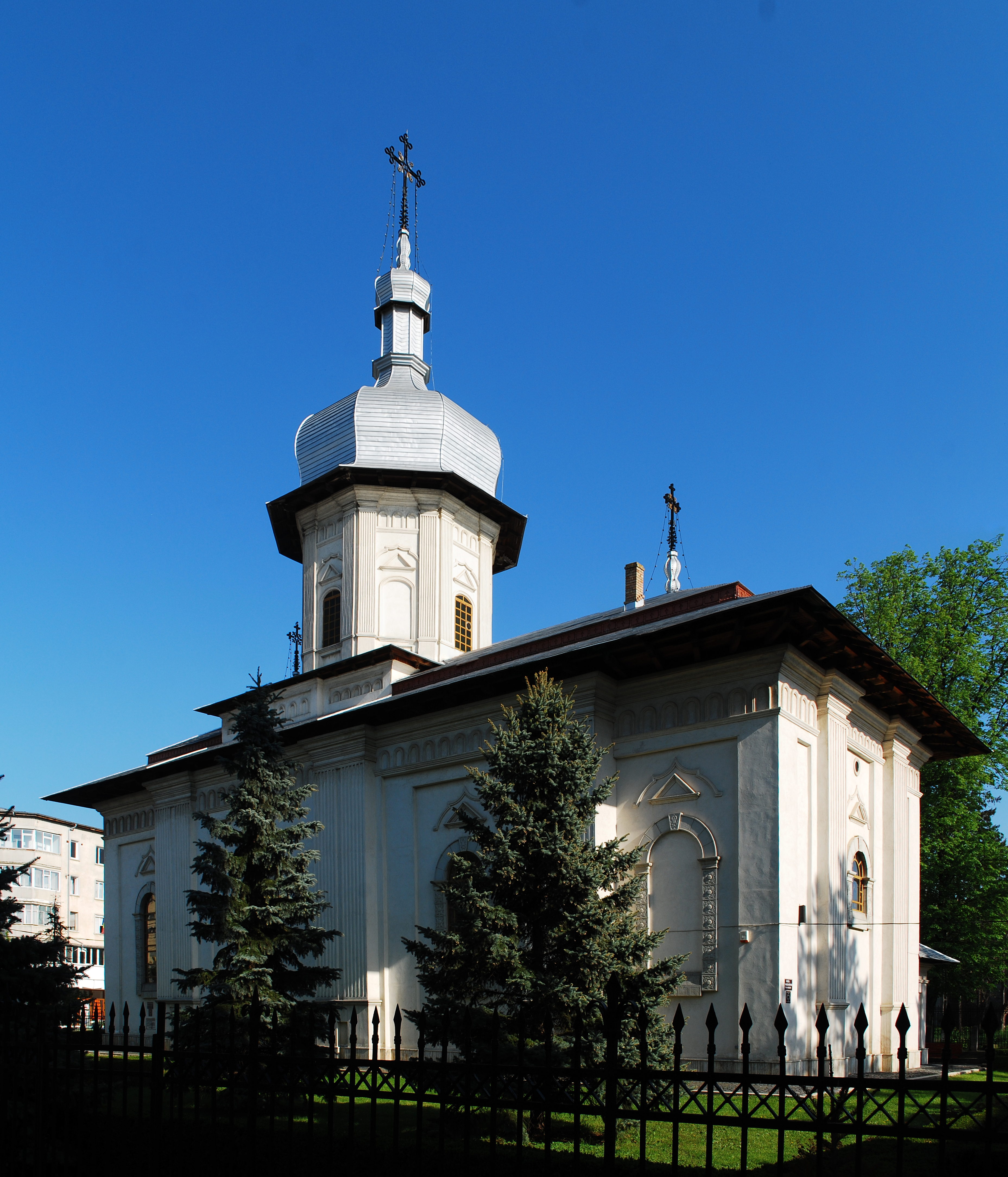
Precista Mare

Un alt monument important, situat în vecinatatea Episcopiei, este Biserica "Precista Mare". Ea face parte din categoria marilor ctitorii voievodale, fiind rodul evlaviei și strădaniilor Doamnei Ruxandra, văduva lui Alexandru Lăpușneanu, care a ridicat acest lăcaș de închinăciune în anul 1569, pe locul altuia mai vechi. Lucrările de construcție s-au desfășurat în prima parte a scurtei domnii a lui Bogdan Lăpușneanu (1568 - 1572). Biserica a fost restaurată succesiv în 1753 de către epicopul Ionichie în timpul domniei lui Constantin Racoviță, în 1784 de către egumenul Gherasim Putneanul, în 1944 și 1977 a fost restaurată datorită deteriorărilor produse de cutremure. Dintre obiectele reprezentative amintim grupul celor 40 de icoane praznicale pictate de zugravi anonimi în anii 1793 - 1794, la comanda egumenului Gherasim Putneanul.

### Biserica "Precista Mică"

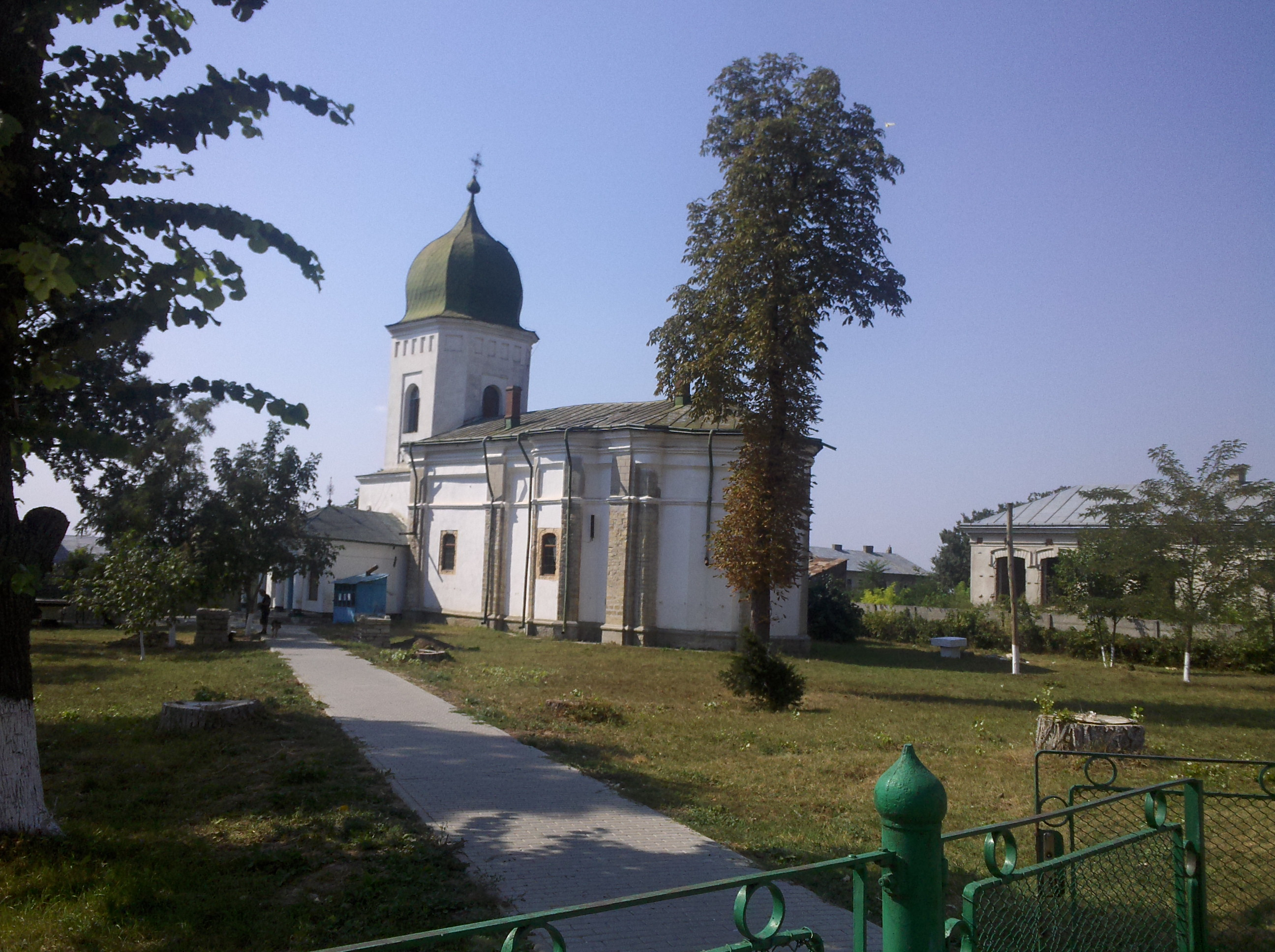
Precista Mică

Biserica "Precista Mică" (str. Sucedava) a fost ridicată pe locul unui vechi lăcaș de lemn ridicat la începutul secolului al XVIII-lea sau chiar mai înainte. Construcția actualului edificiu a început în 1791 prin grija preotului Constantin (fiul preotului Ioniță), iar biserica a funcționat - cu un acoperământ provizoriu - până în 1826, când se termină zidăria.
Monumentul are un plan simplu, cruciform, cu sânurile laterale ușor pronunțate, care îl încadrează stilului moldovenesc, în varianta specifică secolului al XVIII-lea. Nu are turle, turnul-clopotniță s-a zidit separat, iar pridvorul a fost adăugat în 1855. Având de suferit în urma cutremurului din noiembrie 1940 și mai apoi a războiului, monumentul a fost restaurat în 1946, cele mai recente lucrări de reparație încheindu-se la începutul anilor 2000.

### Biserica Albă

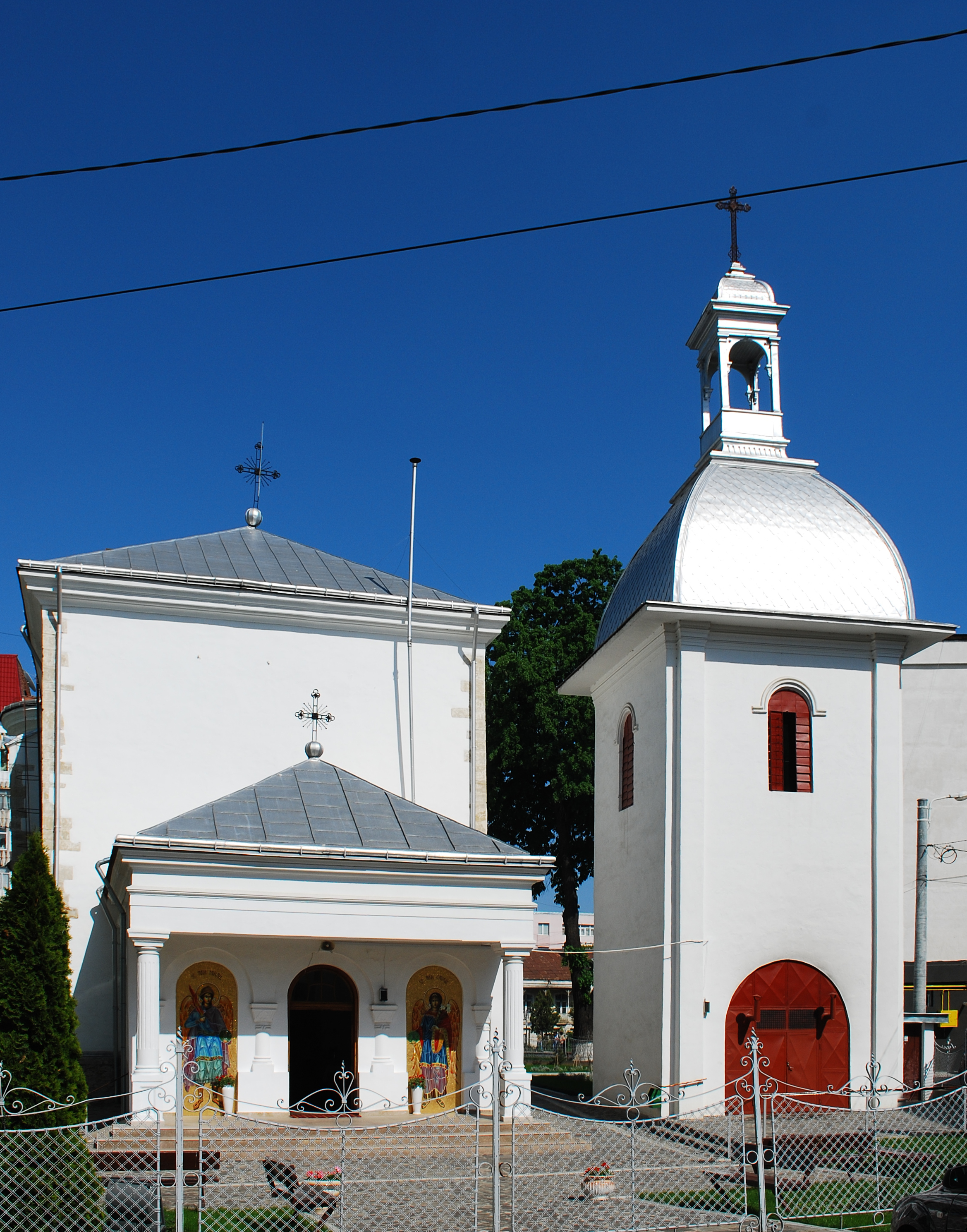
Biserica Albă

Actul de atestare a monumentului este hrisovul datat 2 mai 1753 care face din "Ștefan Vodă cel Bun" (adică Ștefan cel Mare), ctitorul bisericii cu hramul "Sfinții Voievozi". După 1695, Biserica Albă a mai suferit - fără nici o îndoială - mai multe lucrări de reparații și restaurări, care nu au dus însă la modificări structurale. În veacul trecut, cele mai ample lucrări s-au desfășurat în 1928 (când s-a adăugat și un pridvor aflat în totală contradicție cu linia constructivă a monumentului), în 1971, 1979 și, mai recent, în 1985, când s-a realizat restaurarea și consolidarea temeinică a acestui valoros monument.

### Biserica "Sfântul Nicolae"
Acest lăcaș a fost ridicat probabil pe la 1600 și atestat documentar în "mărturisirea hotarnică" din 3 septembrie 1752 cerută voievodului Constantin Cehan Racoviță de către episcopul Ioanichie al Romanului. Vechea biserică de lemn a fost înlocuită cu actuala biserică de zid între anii 1747 - 1769. Inscripția cu litere latine care s-a păstrat deasupra icoanelor împărătești precizează că iconostasul a fost dăruit de către episcopul Gherasim al Romanului în anul 1816. Mai rețin atenția două icoane pictate pe lemn, din secolul al XVIII-lea și o uriașă lumânare de ceară donată în anul 1707 pentru biserica veche de către breasla romilor. Lăcașul de cult este situat in strada Bradului .

### Biserica Armenească

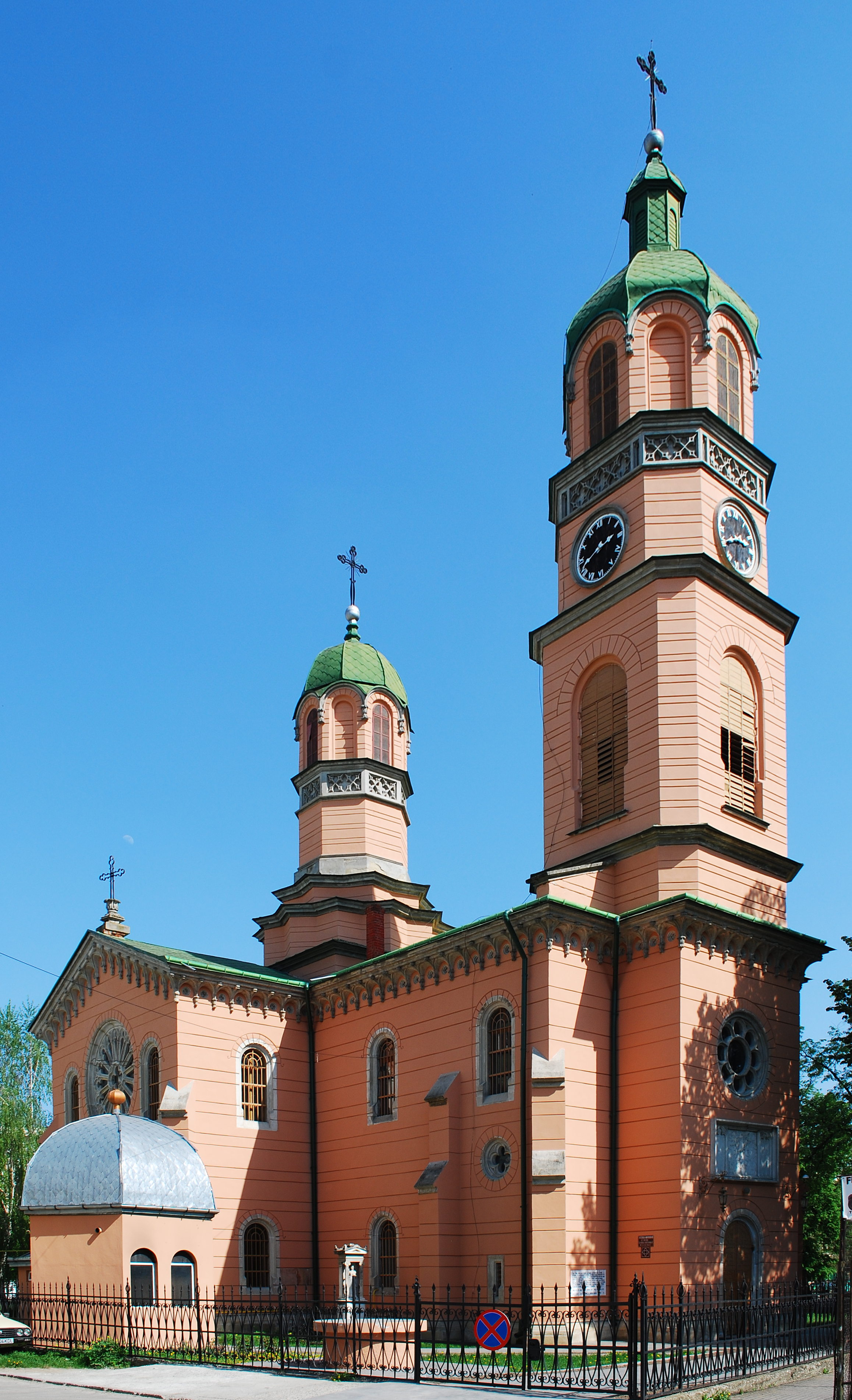
Biserica armenească din Roman

Comunitatea armeană din Roman a impus ridicarea unei încăpătoare biserici de piatră, realizată în 1609, după cum rezultă din pisania originară. O inscripție de pe peretele nordic informează că edificiul actual este rezultatul unor lucrări mai recente, executate între anii 1863–1868 sub conducerea arhitectului bavarez Johann Brandel din Deggendorf. Deoarece comunitatea armeană din Roman nu mai număra decât câteva familii, iar biserica ce fusese părăsită începuse a intra în ruină, episcopia ortodoxă cu sediul în oraș a obținut în martie 1981 din partea Arhiepiscopiei Armene din București cedarea edificiului „în folosință provizorie pe termen nelimitat”.

### Comunitatea catolică

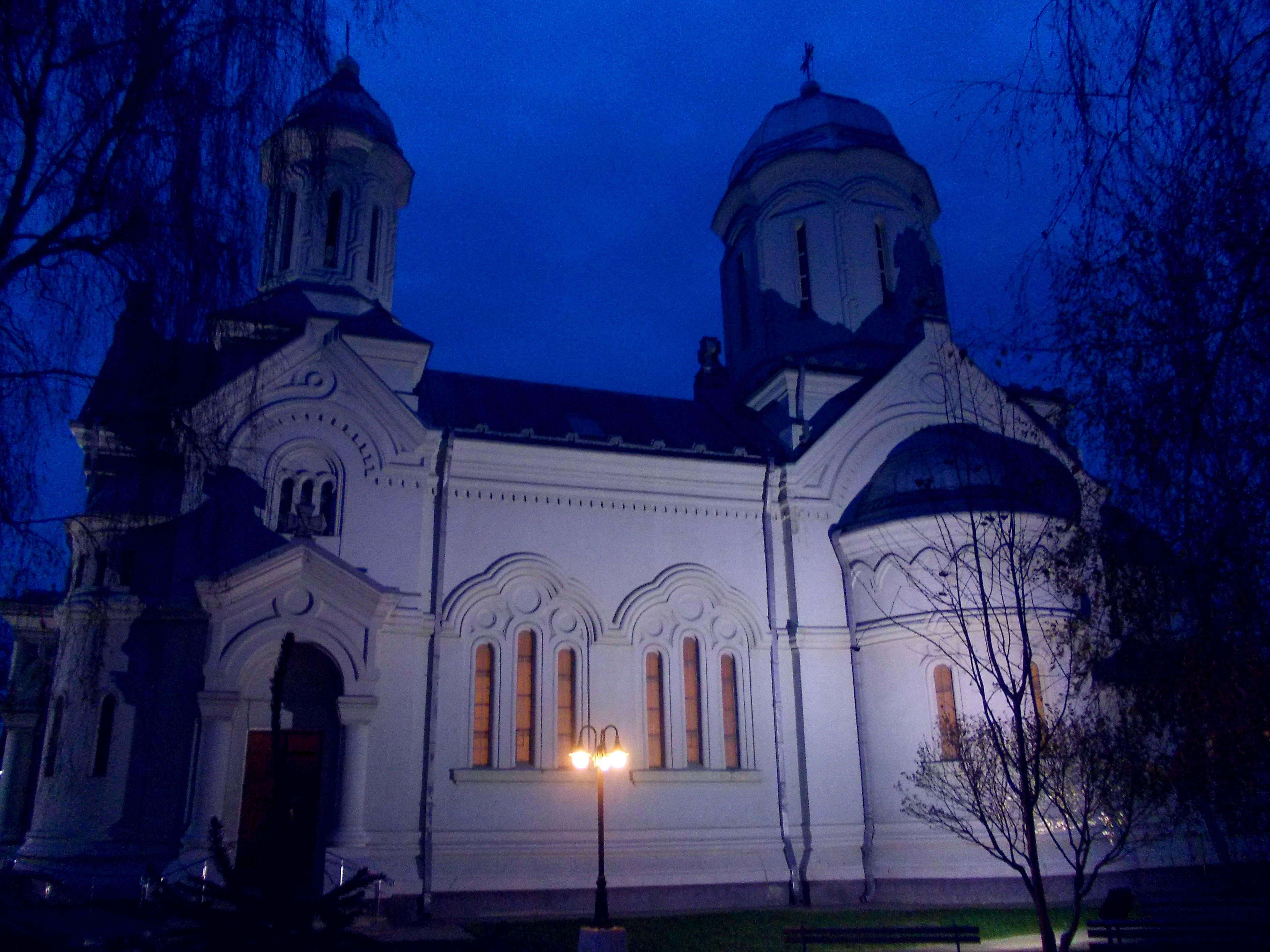
Biserica romano-catolică "Sf. Tereza"

Prezența unei comunități catolice la confluența Siretului cu Moldova este aproape contemporană cu fondarea orașului, mama mușatinilor, Margareta, fiind catolică. În prezent, funcționează în oraș patru biserici catolice:
- Sfânta Tereza a Pruncului Isus (str. Ștefan cel Mare, nr. 228);
- Inima Neprihănită a Preasfintei Fecioare (str. Bogdan Dragoș, nr. 99);
- Fericitul Ieremia Valahul (str. Primăverii, nr. 17);
- Isus, Bunul Păstor (str. Sucedava, nr. 4).

Romanul a devenit din 1991 principalul centru de formare a călugărilor franciscani minori conventuali, cu un Institut Teologic de Grad Universitar (str. Ștefan cel Mare, nr. 268B) și cu un Liceu Teologic Romano-Catolic "Sf. Francisc de Assisi". 
(sursa: Emil Dumea, Istoria Bisericii Catolice din Moldova, editura Sapientia, Iași, 2006).

### Biserica Sfinților și Drepților Părinți Ioachim și Ana
Hramul bisericii se referă la Sfinții Ioachim și Ana care sunt patronii familiei creștine.

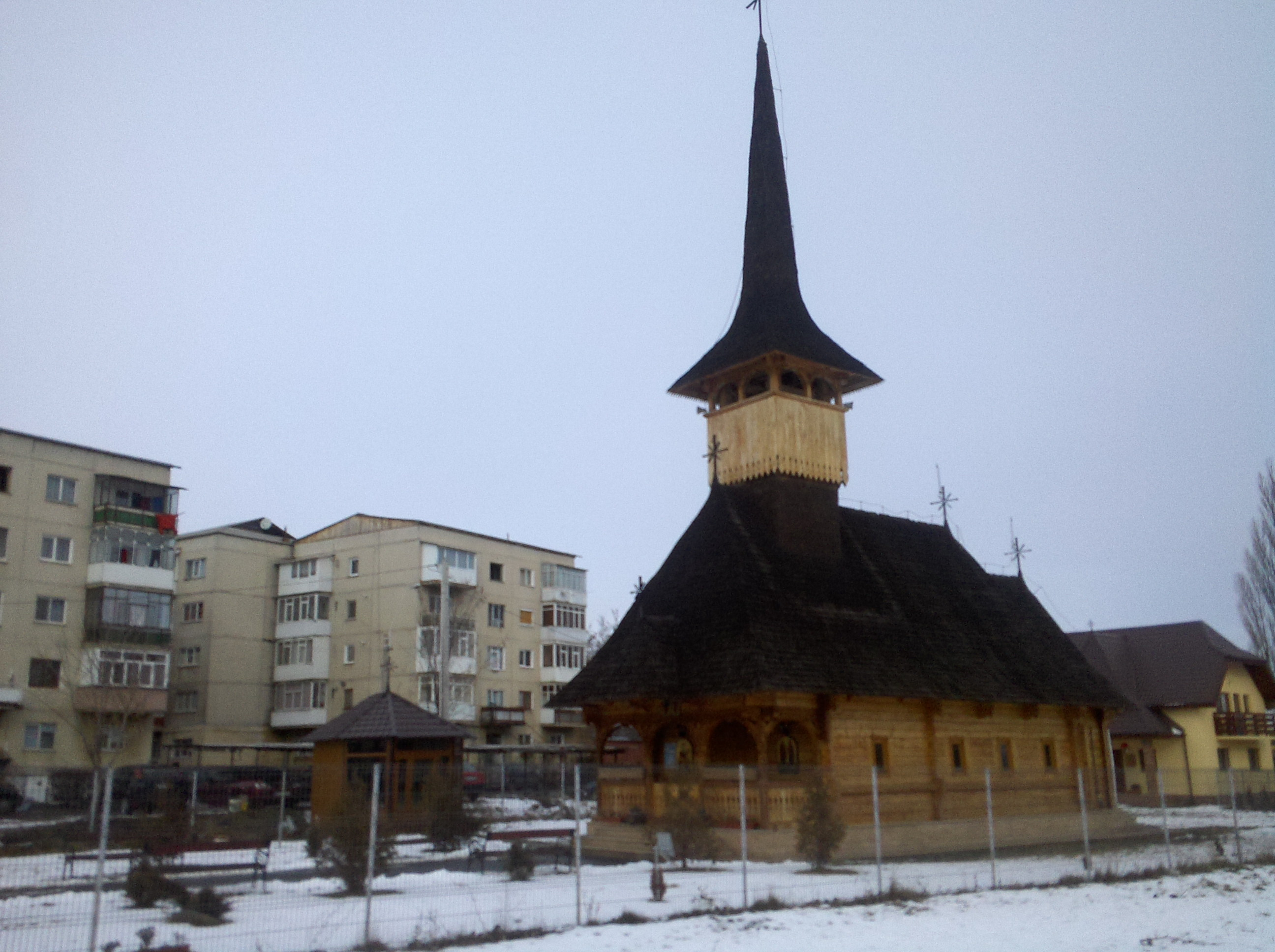
Biserica din lemn

Este construită din lemn în stil maramureșan și se găsește în cartierul Favorit pe strada Victor Hugo, în apropierea intrării Stadionului «Moldova» . A devenit biserică parohială, deservind nevoile spirituale ale enoriașilor din cartierul Favorit.
A fost construită sub coordonarea preotului paroh Gheorghe Paleu în intervalul 2 martie – 27 aprilie 2008 și sfințită de Episcopul Vicar al Arhiepiscopiei Romanului și Bacăului, Ioachim Băcăuanul. Clădirea, construită în altă parte, a fost transportată la Roman și ansamblată la fața locului.
Este denumită și Biserica Copiilor, deoarece a fost ridicată în locul în care a existat un parc pentru copii, dezafectat, pe un teren donat Eparhiei de către municipialitatea romașcană. Alături, a fost amenajat un nou părculeț, în care copii din zonă să vină să se joace. În incinta bisericii a fost ridicat începând cu anul 2009 cu sprijinul Eparhiei Romanului și Bacăului și sub coordonarea preotului paroh un așezământ social-filantropic intitulat „Micul creștin”.

## Cartierele orașului

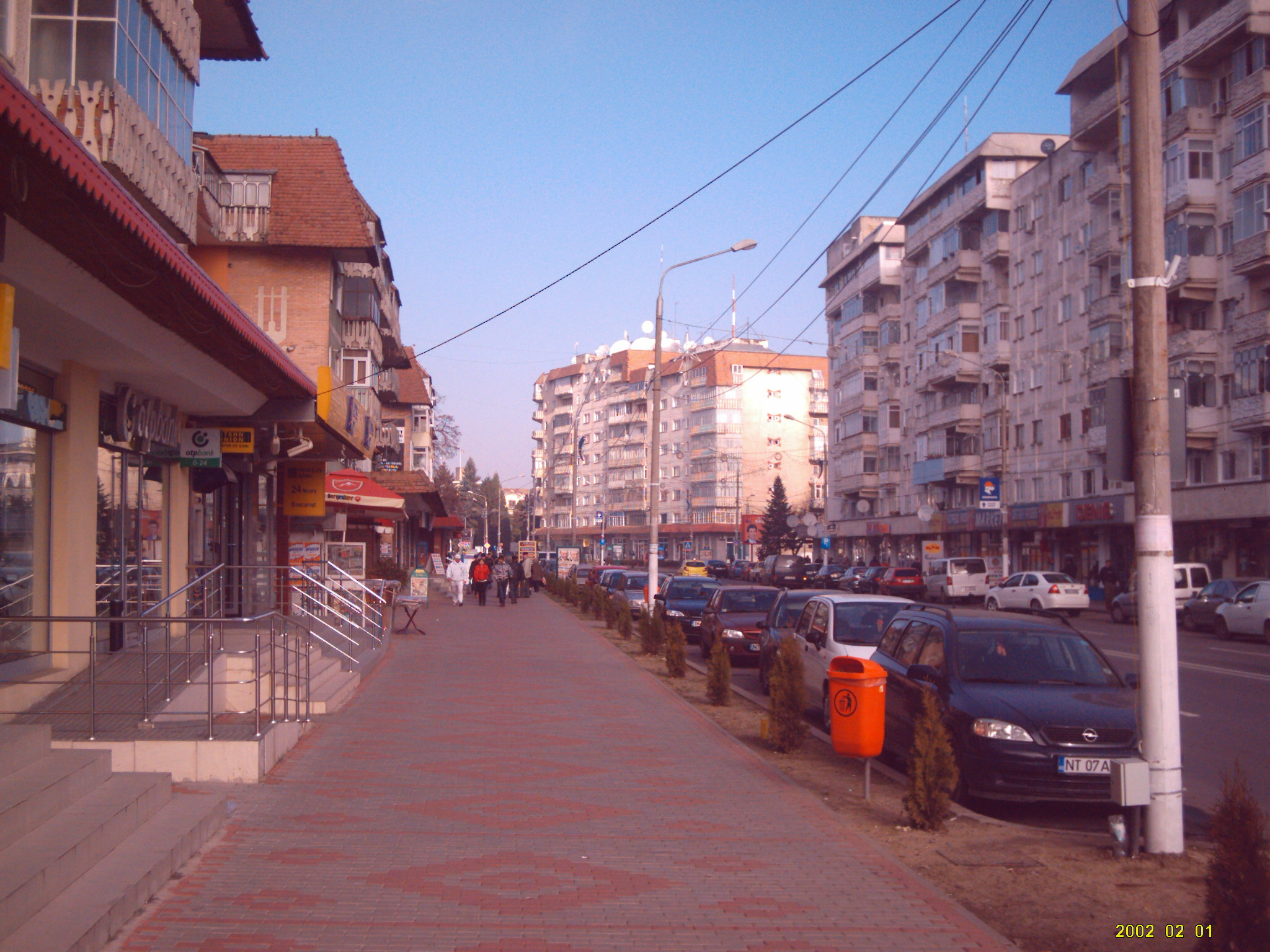
Vedere din zona centrală

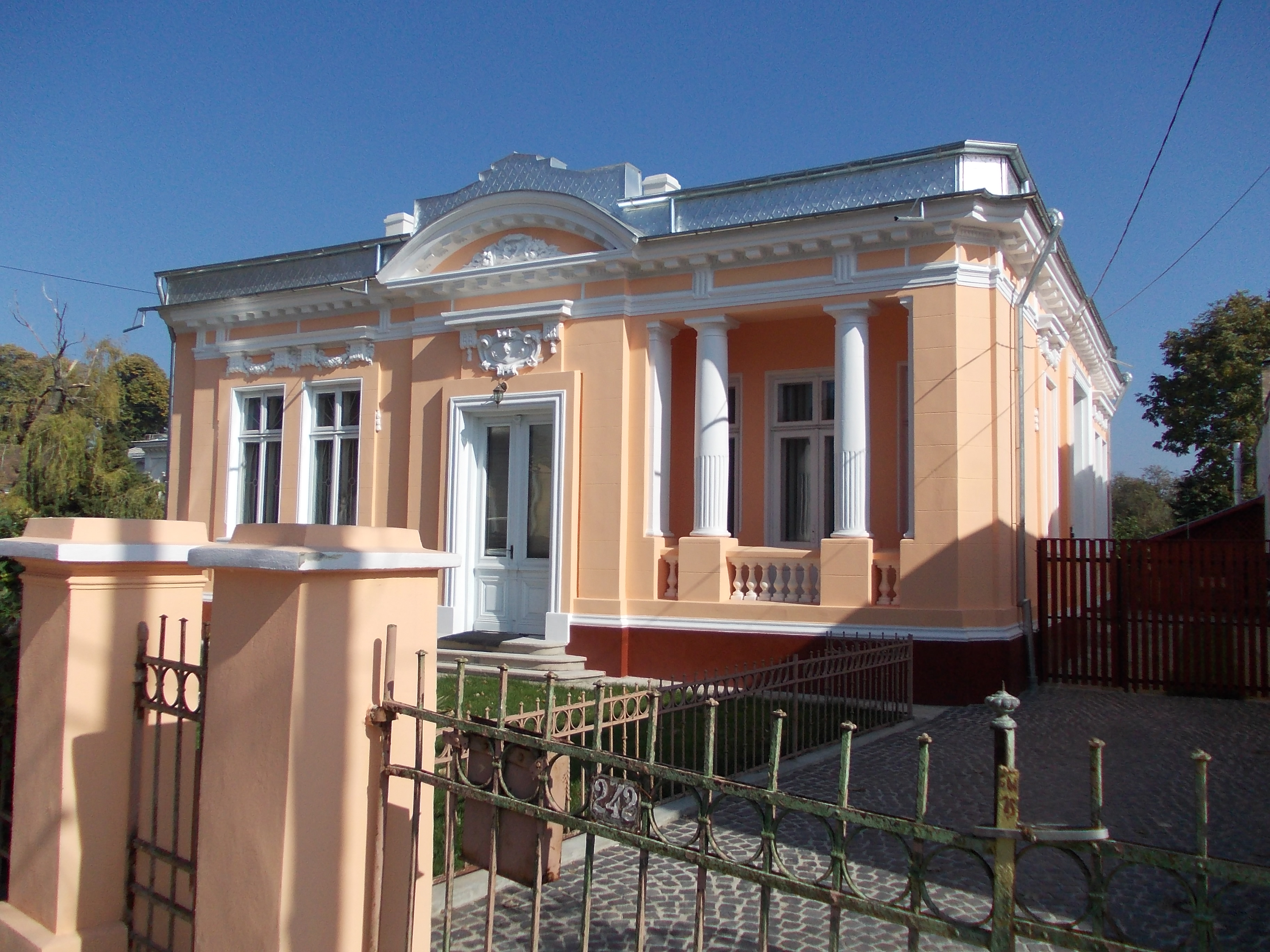
Casă din Centrul Vechi

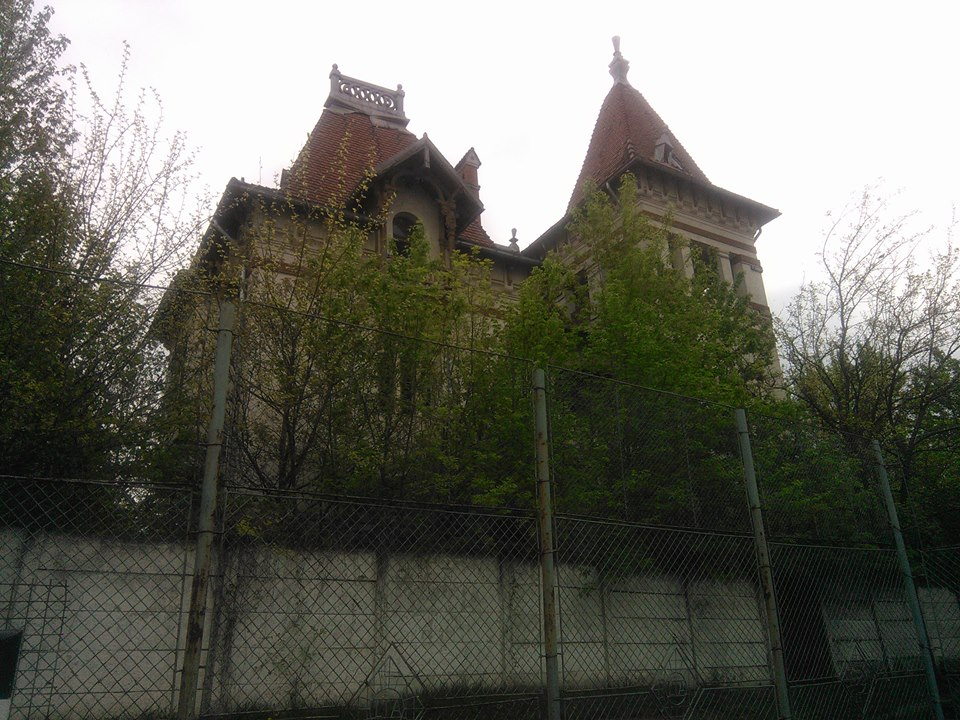
Castel în cartierul Colonie, prins între Fabrica de Zahăr și Liceul "Danubiana"

- Abator este un cartier predominant format din blocuri de locuințe și se află la ieșirea din oraș înspre Vaslui. În acest cartier se găsesc: Fabrica de Tricotaje Smirodava, supermagazinele Penny și Casa Marcel.
- Nicolae Bălcescu este un cartier de case, un fost sat care prin extinderea orașului s-a lipit de acesta. Cartierul este parțial asfaltat, trecând treptat de un aspect rural la un aspect orășenesc.
- Centru În cartierul central se găsesc majoritatea instituțiilor orașului: primărie, spital, stare civilă. Aici se găsesc: Muzeul de Artă, Casa de cultură, hotelul Roman, Precista Mare, Biserica "Sfinții Voevozi", colegiul național "Roman Vodă".
- Centrul Vechi este zona istorică a orașului, aici regăsindu-se cele mai multe din monumentele istorice ale orașului. Centrul vechi a fost construit de către evrei în perioada post-comunistă. Cartierul se află în stare de ruină după trecerea timpului, surparea unei porțiuni din stradă și începerea și sistarea unor lucrări în zonă, zona rămânănd impracticabilă și nesemnalizată.
- Colonie este un cartier al orașului despărțit de acesta de căile ferate, se află la ieșirea din oraș înspre Pașcani. În acest cartier există Liceul Alimentar, Școala Ajutătoare și Fabrica de Zahăr (S.C. Agrana România S.A.).
- Favorit este un cartier aflat în sudul orașului Roman la ieșirea din acesta înspre Bacău și Piatra Neamț. Este unul dintre cele mai mari cartiere de blocuri, aici găsindu-se și supermagazinele Kaufland, Lidl, Flanco și Complexul Comercial Favorit.
- Grajduri este un cartier creat după 1989 din reabilitarea unor grajduri ale unei foste cooperative agricole și care au fost date spre folosință cetățenilor cu probleme sociale. Cartierul este într-o oarecare măsură izolat de restul orașului, aflându-se între localitatea Cordun, fabrica de zahăr și gară.
- Groapă denumire populară dată Pietonalului Ștefan cel Mare. Cartierul este construit sub nivelul orașului datorită unor beciuri evreiești, se află în zona centrală în continuarea centrului vechi.

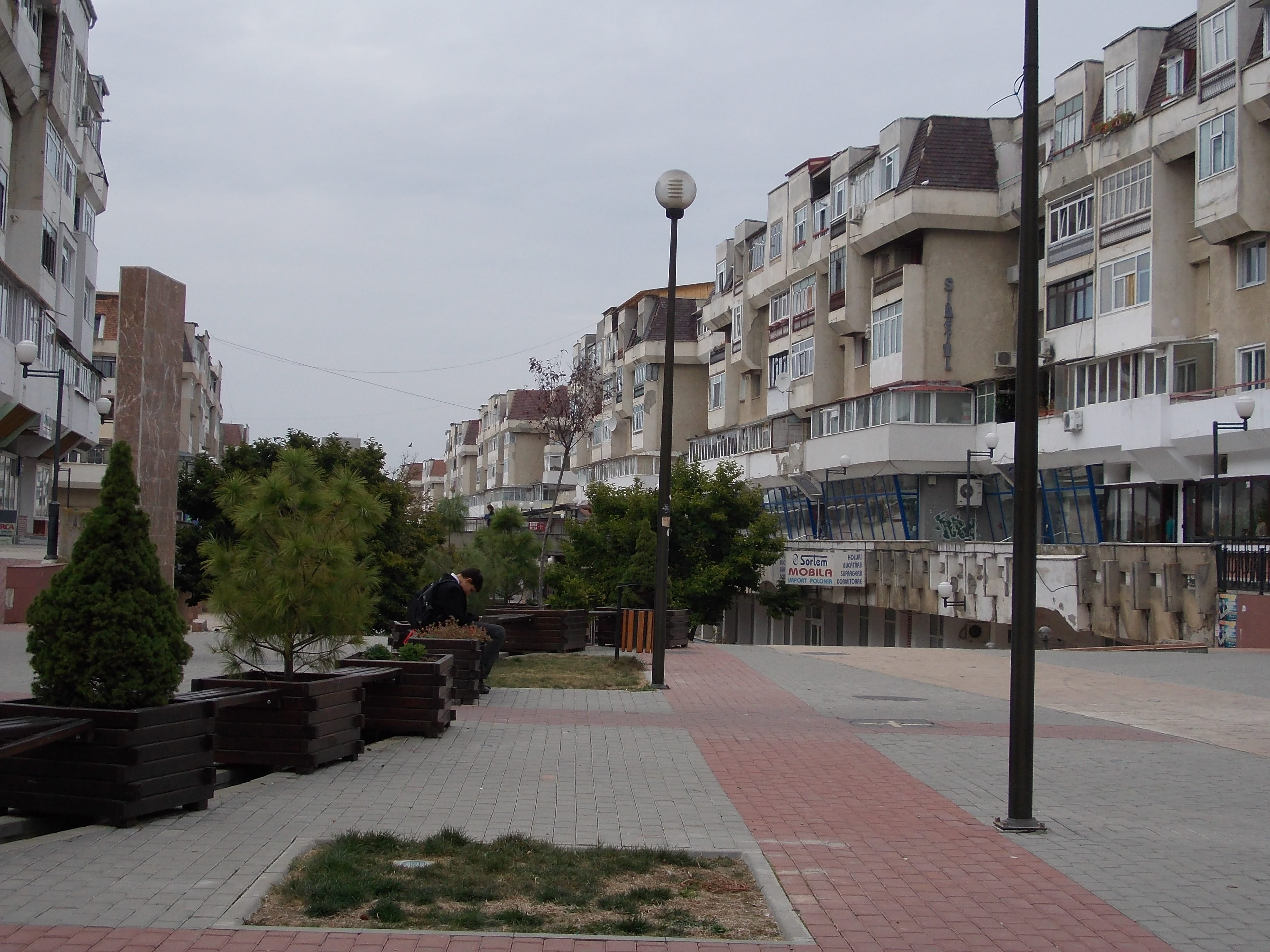
Imagine din pietonalul Ștefan cel Mare

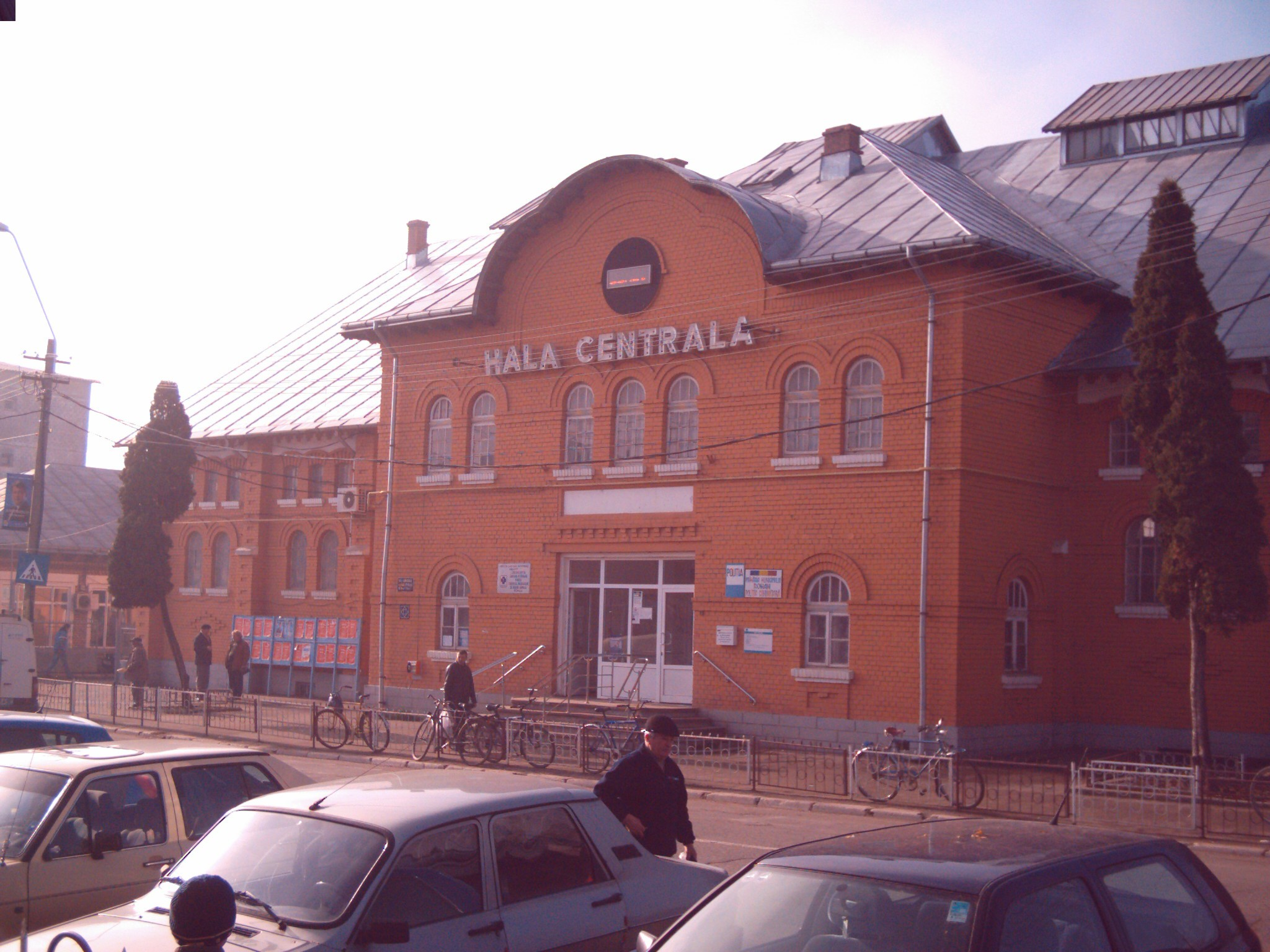
Hala Centrală

- Lipoveni este un cartier de case, în mare parte asfaltat, ce se află situat între Centrul vechi și Artera Ocolitoare. În acest cartier există o biserică a rușilor-lipoveni și majoritatea cetățenilor romașcani de această etnie locuiesc aici. Sunt renumiți pentru grădinărit. În cartier există și un izvor, 2 fabrici de pâini, un service.
- Moldova este un cartier de blocuri aparținând ANL. Se află pe malul râului Moldova în dreptul punții care duce către satul Cotu Vameș. Este singurul cartier nou, post-decembrist.
- Muncitoresc este un cartier aflat la ieșirea din oraș către Sagna. Este un cartier format din blocuri și case. Aici se află Spitalul de Psihiatrie-Bolnavi Cronici Roman.
- Piața Mare-Tic Tac în acest cartier se află Piața Mare și Hala Centrală.
- Piața Republicii este un cartier semi-central de blocuri și case. Aici se află supermagazinul "Aya-laltă", liceul "Vasile Sav" și Școala nr. 11.
- Smirodava este un important cartier din punct de vedere al mărimii. Are o poziționare semi-centrală.
- Zona Industrială Nord este așezată înspre ieșirea către Iași și Suceava și aici se află numeroase fabrici, reprezentațe (Dacia), magazine (Dedeman, Romstal), benzinării (Rompetrol, OMV, Petrom), moteluri (Mariko- Inn, Royal), Grupul Școlar Miron Costin.
- Zona Poliție este un cartier semicentral de blocuri și case.
- 2 Măgari este un cartier central al orașului cu blocuri de locuințe și case.

## Orașe înfrățite
- Terranova di Sibari, Italia (din 2002)
- Tielt – Belgia (din 5 iulie 2009)
- Cortona – Italia (din 4 octombrie 2009)
- Grugliasco – Italia (din 21 mai 2010)
- Dilijan – Armenia (din 17 mai 2012)
- Gedera - Israel
- Edineț - Republica Moldova (din 17 mai 2011)
- Camenița - Ucraina (25 noiembrie 2011)
- Ștefan Vodă - Republica Moldova (din 17 mai 2013)
- Sunchang - Coreea de Sud (24 octombrie 2013))

## Personalități romașcane

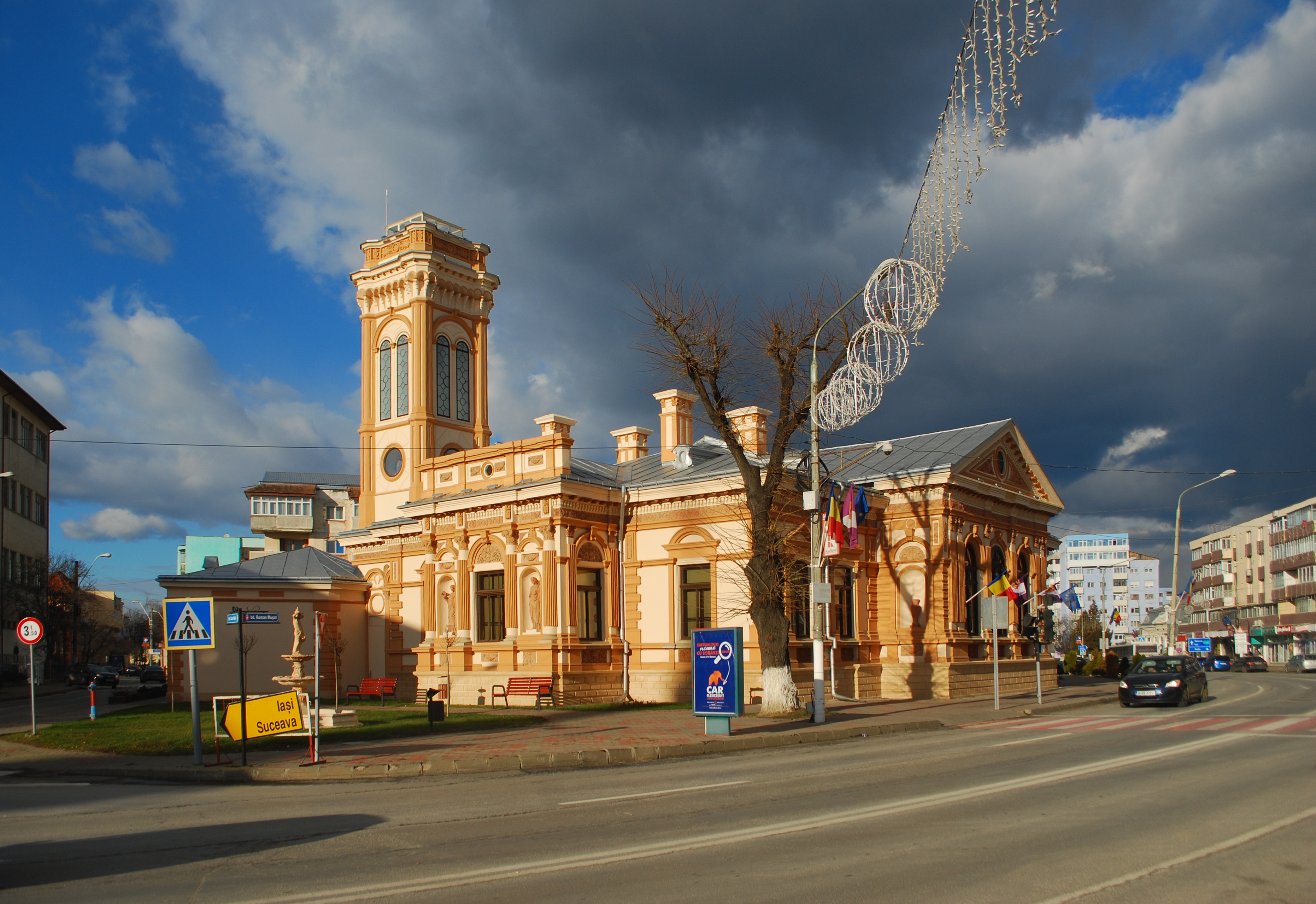
Biblioteca

Multe personalități ale evului mediu românesc sau ale epocii moderne s-au născut, au trăit sau doar au poposit pentru o vreme la Roman. Printre aceștia a fost episcopul Macarie, care a trăit la Roman între anii 1531 și 1558. Între anii 1606 și 1612 a trăit la Roman ctitorul mănăstirii Dragomirna, Anastasie Crimca, un neîntrecut miniaturist. Între anii 1665 și 1671 episcopul Dosoftei a tradus și versificat la Roman „Psaltirea în versuri”, tipărită apoi la Kiev în 1673.
Marele cronicar Miron Costin, care avea o moșie în apropierea orașului, a trăit și a sfârșit tragic în Roman.
Un alt reprezentant al culturii secolului al XVIII-lea, care a trăit și creat la Roman, a fost episcopul Leon Gheucă, posesorul uneia din cele mai bogate biblioteci ale vremii. El a tradus cărți din operele lui Seneca și Platon.
Veniamin Costachi, cunoscut ierarh cărturar, a fost episcop de Roman între anii 1796 și 1803. Cel mai de seamă cărturar și ierarh al Romanului medieval a fost Melchisedec Ștefănescu, episcop al Romanului și Hușilor între anii 1879 și 1892. Melchisedec Ștefănescu a fost membru al Academiei Române și a publicat numeroase lucrări și studii, între care se remarcă „Chronica Romanului și Episcopiei de Roman”.În epoca modernă Romanul a dat culturii naționale și universale nume mari în mai toate domeniile. În literatură s-au afirmat: Vasile G. Morțun, Petru Th. Missir, Al. Epure, Otilia Cazimir, Ioan Luca, Ion Sofia Manolescu, Marcel Blecher, Filip Brunea-Fox (deopotrivă prozator și gazetar, "părintele reportajului românesc"), Eugeniu Speranția, Cezar Petrescu, Haralamb Zincă și mulți alții.
Vremelnic, dar pentru mai lungi perioade, la Roman au poposit Calistrat Hogaș, Nicolae Iorga și George Topîrceanu.
Romanul a dat artelor plastice nume ca: Maria Ciurdea Steurer, Constantin Isachie, Marcel Locar, Gh. Iliescu, Crina Lecca, Aurel Vlad și Neculai Păduraru de la Sagna. În muzică s-au făcut cunoscuți romașcanii: Mihai Burada, Paul Ciuntu, Alexandru Zirra și Mihail Jora, care stau alături în istoria muzicii românești și universale de Sergiu Celibidache. Teatrul și filmul din România s-au bucurat de prezența unor artiști din Roman: Nae Roman, Sandu Sticlaru, Ludovic Antal, Jean Petrovici, Virgil Petrovici și marele regizor Jean Mihail.

### Alte personalități

#### Cultură[22][23]

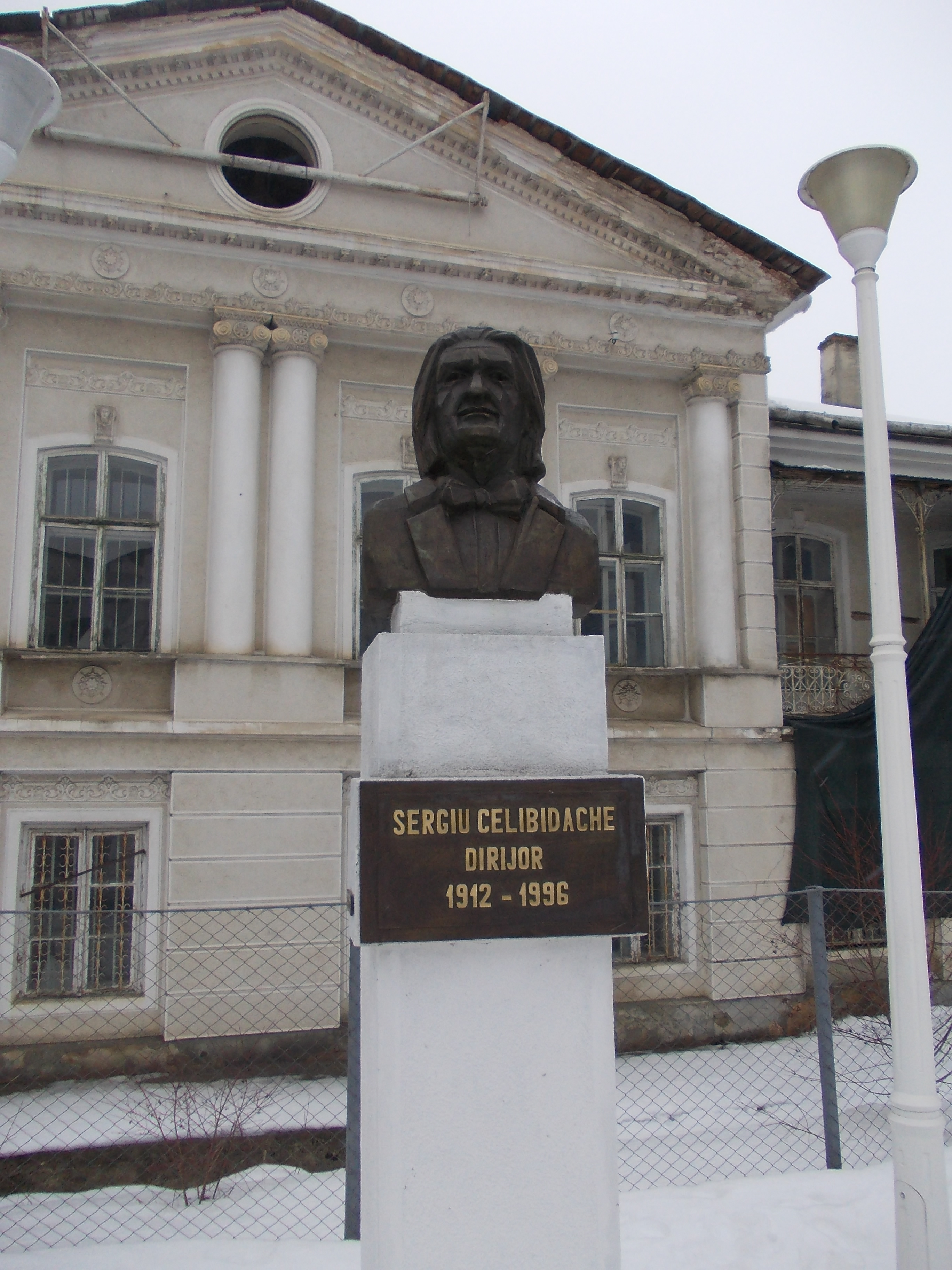
Bustul și casa în care s-a născut Sergiu Celibidache, situată astăzi pe strada Veronica Micle, nr. 2

- George Radu Melidon (1831 - 1897), publicist, om de cultură; a fost cel ce a dat ființă Bibliotecii publice din Roman, prin donarea a 228 de volume, prilej cu care donatorul a făcut și precizări asupra condițiilor de funcționare: cărțile vor fi împrumutate "oricărui amator spre citire și cercetare".
- Iuri Fedkovîci (1834 - 1888), scriitor romantic de limbă germană și ucraineană, poet, folclorist, traducător, om politic și publicist din Bucovina, herald al renașterii naționale ucrainene. A locuit în tinerețe la Roman, unde a lucrat ca farmacist și fotograf;
- Alexandru Zirra (1883 - 1946), creator de opere simfonice, coruri și chiar trei simfonii ("Țărănească", "Descriptivă") și a schițat planul unui nerealizat Recviem
- Otilia Cazimir născută la 12 februarie 1894 la Cotu Vameș - Roman, fiica preotului Gavril Casian, decedată în 1967. Formată sub îndrumarea lui Garabet Ibraileanu, poeta a dat literaturii române volume de versuri și proză pline de intens, lirism, suavitate și sensibilitate
- Jean Mihail (1896 - 1963), unul dintre ctitorii cinematografiei românești, care, în ciuda greutăților tehnice, reușeste să realizeze aproape 30 de pelicule, printre care și Tigăncușa de la iatac (1923), care deschide istoria filmului național.
- Filip Brunea-Fox (1898 - 1977), părintele reportajului românesc;
- Mihail Jora (1901 - 1971) compozitor, dirijor, care rămâne în istoria culturii românești ca cel care a ctitorit și a dus până la desăvârșire două direcții ale creației muzicale: liedul vocal si baletul. Din opera sa amintim baletele "La piață", "Când strugurii se coc", doua Cvartete, suita pentru orchestră "Priveliști moldovenești" și o unică "Simfonie"
- Virgil Gheorghiu (1903 - 1977), poet, pianist, critic muzical;
- Max Blecher (1909 - 1938) prozator și poet, principalul reprezentant al literaturii autenticității;
- Nae Roman, pe numele real Nicolae Constantinescu, (1909 - 1985), actor de revistă și cântăreț de operetă;
- Richard Stein (1909 - 1992), compozitor, autor al melodiei Sanie cu zurgălăi;
- Sergiu Celibidache (1912 - 1996), dirijor, compozitor, membru de onoare al Academiei Române. Matematician, compozitor ("Grădina de buzunar"), filosof al artelor, este cunoscut mai ales ca bagheta numărul unu a planetei. "Arta sa dirijorală se constituie ca un cult pentru clipa de perfecțiune sonoră, la el totul fiind nuanța trecătoare"
- Mihail Florescu (1912 - 2000), demnitar comunist, membru corespondent al Academiei Române
- Haralamb Zincă (1923 - 2008), autor de romane polițiste, dintre care amintim: Cazul R-16, Destinul căpitanului Iamandi, Dispărut fără urmă, Dosarul aviatorului singuratic, Dragoste moartă;
- Sandu Sticlaru (1923 - 2006), actor etnie evreiască;
- Tudor Ghideanu (n. 1938), prof. univ. dr., filozof;
- Silvia Colfescu (n. 1941), scriitoare, traducătoare;
- Liviu Dănceanu (n. 1954), compozitor;
- Emil Klein (1955 - 2004), violoncelist;
- Gheorghe Apostu, pictor, profesor universitar;
- Gheorghe A. M. Ciobanu (1925 - 2020), profesor, eseist, publicist;
- Alina Manole (n. 1977), cântăreață;
- Vero Căliman (n. 1988), actriță.

#### Știință
- Ion Ionescu de la Brad (1818 - 1891), primul profesor de științe agricole din țară
- Nicolae Manolescu-Strunga (1850 - 1910), medic, profesor universitar, membru al Academiei Române, senator
- Constantin I. Istrati (1850-1918), chimist și medic român de notorietate internațională. A fost membru al Academiei Române și al mai multor organizații științifice internaționale, ca recunoaștere pentru cele 255 lucrari publicate. A înființat Societatea română de științe (1890). S-a remarcat prin devotamentul și omenia dovedită în timpul Războiului de Independență îngrijind nu numai răniții români
- Paul Riegler (1867-1936), medic veterniar, a înființat Institutul Pasteur din București
- Ion S. Antoniu (1905-1987), inginer, profesor universitar, membru corespondent al Academiei Române
- Vitalie Belousov (1930-2015), profesor, doctor inginer
- Vasile Ursachi (n. 1934) doctor în istorie
- Virgil Mihăilescu-Bîrliba (n. 1937), istoric;
- Mihai Lucan (n. 1948), profesor universitar doctor.

#### Alte domenii
- Ioan C. Agarici (1825 - 1895), om politic, primul primar al Romanului;
- Ion Strat, (1836 - 1879), a fost ministru de finanțe al României în anul 1865;
- Ion Bănescu (1851 - 1909), politician, profesor, avocat, primar al Constanței;
- Mauriciu Riegler (1854 - 1925), medic, om politic;
- George N. Kapri (1876 - 1924), avocat, prefect și deputat de Roman;
- Viorica Agarici (1886 - 1979), președinta Crucii Roșii Roman în timpul celui de-al Doilea Război Mondial, unul din cei 54 de români omagiați de Statul Israel cu titlul „Drepți între popoare”.
- Gheorghe Flondor (1892 - 1976), om politic;
- Ion V. Gruia (1895 - 1952), jurist, profesor universitar, om politic legionar;
- Înaltpreasfințitul Eftimie Luca (1914 - 2014), arhiepiscop al Arhiepsicopiei Romanului și Bacăului
- Alexandru Radu Timofte (1949 - 2009), ofițer, senator
- Mariana Suman (n. 1951), atletă;
- Elena Tărîță (n. 1954), atletă;
- Andreea Marin (n. 1974), jurnalistă, prezentatoare TV
- Corneliu Codreanu (n. 1977), fotbalist;
- Adrian Gheorghiu (n. 1981), fotbalist;
- Bianca Perie (n. 1990), sportivă;
- Andia (n. 1997), cântăreață.